# Liste der Kulturdenkmale in Lommatzsch

Wappen von Lommatzsch

In der Liste der Kulturdenkmale in Lommatzsch sind die Kulturdenkmale der sächsischen Stadt Lommatzsch verzeichnet, die bis September 2024 vom Landesamt für Denkmalpflege Sachsen erfasst wurden (ohne archäologische Kulturdenkmale). Die Anmerkungen sind zu beachten.
Diese Aufzählung ist eine Teilmenge der Liste der Kulturdenkmale im Landkreis Meißen.

## Lommatzsch
| Bild                                    | Bezeichnung | Lage                                               | Datierung | Beschreibung | ID       |
| --------------------------------------- | --- | -------------------------------------------------- | --- | --- | -------- |
| Direkt Bild zu diesem Denkmal hochladen | Zwei Mehrfamilienhäuser einer Wohnanlage, untereinander verbunden mit einem Torbogen, sowie Einfriedung der Vorgärten | Am Bahnhof 2, 4 (Karte)                            | 1920er Jahre | Putzbauten mit Art-déco-Anklängen, städtebaulich und baugeschichtlich von Bedeutung. Die beiden durch einen Torbogen miteinander verbundenen Gebäude sind charakteristische und bis ins letzte Detail weitgehend unverfälscht erhaltene Beispiele des Kleinwohnungs- und Siedlungsbaus der Zeit um 1930. Abgesehen davon sind diese für kleinstädtische Verhältnisse auch bemerkenswert, da sie die gleiche handwerkliche Gediegenheit aufweisen wie vergleichbare Bauten in Großstädten. Hinzu kommt, dass es nicht allzu viele Gebäude des Kleinwohnungs- und Siedlungsbaus besagter Zeit in dieser Ausformung (mit kleinen Dreiecksfenstern, einer expressionistischen Eingangsgestaltung usw.) im Landkreis Meißen gibt. Die Denkmaleigenschaft ergibt sich dabei aus der baugeschichtlichen Bedeutung. | 09266708 |
| Weitere Bilder                          | Empfangsgebäude (Nr. 6/6a), Nebengebäude (Nr. (8), Bahnsteigüberdachung, Wasserstationsgebäude (Nr. 19) und Lokschuppen der Schmalspurbahn                                                                                 | Am Bahnhof 6, 6a, 8, 19 (Glashüttenstraße) (Karte) | 1876 (Nr. 6/6a); 19. Jahrhundert (Straßenbrücke); 1909 (Nr. 19); 1929 (Lokschuppen)                                                                     | Bahnstrecke Riesa–Nossen; Schmalspurbahn Wilsdruff–Gärtitz (sogenannte Rübenbahn), Abschnitt Garsebach–Lommatzsch. Bahnhof für Regel- und Schmalspurweite, Bahnhofsgebäude ein Putzbau im Stil des Historismus, Lokschuppen der Schmalspurbahn teils ausgemauertes Fachwerk, teils massiv, Wasserstationsgebäude von Seltenheitswert, bemerkenswertes Ensemble eines Spurwechselbahnhofs, eisenbahngeschichtlich, technikgeschichtlich, baugeschichtlich und ortshistorisch von großer Bedeutung | 09266710 |
| Weitere Bilder                          | Rathaus | Am Markt 1 (Karte)                                 | 1550–1555 | Repräsentativer Renaissancebau, barock überformt, mit prägenden späthistoristischen Umbauten (die Giebellandschaft im Stil der deutschen Neorenaissance mit Jugendstilanklängen, Architekt: Carl Schümichen, Dresden), künstlerisch, baugeschichtlich, ortsbildprägend und kunsthistorisch von Bedeutung. Nach Brand wiederaufgebaut, dreigeschossiger, langgestreckter Hauptbau mit seitlichem Anbau (Am Markt 15). | 09266513 |
| Weitere Bilder                          | Kursächsische Postmeilensäulen (Sachgesamtheit): Postmeilensäule | Am Markt 1 (vor) (Karte)                           | Bezeichnet mit 1726, Kopie | Kursächsische Postmeilensäule (Sachgesamtheit); Kopie einer Distanzsäule, verkehrsgeschichtlich von Bedeutung. Aus Sandstein, stand ursprünglich auf dem Markt. Sie wurde 1860 abgetragen und ihre Teile als Baumaterial verwendet. 1936 wurden das Wappen und der Schriftteil als noch vorhandene Restteile nach Dresden gebracht und lagern heute im Depot des Lommatzscher Museums. Die Stadt Lommatzsch errichtete 1989/90 vor dem Rathaus eine neue Säule, die allerdings nicht ganz mit dem Original übereinstimmt, da die Originalteile und -akten zu diesem Zeitpunkt nicht vorlagen. | 09304233 |
| Direkt Bild zu diesem Denkmal hochladen | Mietshaus in geschlossener Bebauung und Hinterhäuser (ehemalige Biskuitfabrik) | Am Markt 2 (Karte)                                 | Laut Auskunft 1904 | Mit Läden, straßenseitige Gebäude mit Verkaufslokal der 1891 von den Brüdern Julius und Hugo Schmidt gegründeten Fabrik, von dessen einstigem Jugendstildekor einiges verloren gegangen, aber nach wie vor für kleinstädtische Verhältnisse repräsentativ, städtebaulich und baugeschichtlich von Bedeutung | 09266511 |
| Direkt Bild zu diesem Denkmal hochladen | Wohnhaus in geschlossener Bebauung und Hinterhaus | Am Markt 3 (Karte)                                 | 1. Hälfte 19. Jahrhundert, später überformt | Mit Laden, schlichter Putzbau mit aufwendiger Ladenfront, städtebaulich und baugeschichtlich von Bedeutung, Dachhäuser | 09266510 |
|                                         | Ehemaliges Hotel zum goldnen Fass in geschlossener Bebauung mit Tiefenkeller und rückwärtigen Einfriedungen | Am Markt 5 (Karte)                                 | Bezeichnet mit 1791, an Rückseite der Tordurchfahrt | Heute Wohnhaus mit Laden, stattlicher und typischer Putzbau um 1800, Toreinfahrt mit Schlussstein, darüber als Hauszeichen ein Fass, städtebaulich und baugeschichtlich von Bedeutung. Das Gasthaus/Hotelgebäude soll 1661 durch Teilung eines mittelalterlichen Brauhofes entstanden sein. Die Wirte gingen (auch des benachbarten „Goldenen Löwen“) hauptberuflich einem Handwerk nach und waren Böttcher, Gerber, Sattler oder Seiler. Das Fass über dem Segmentbogenportal könnte darauf deuten, dass hier ein Böttcher Wirt war oder weist nur auf den Namen „...zum goldenen Fass“. Tiefenkeller unter dem rückwärtigen Grundstück. Die Seitenflügel/Hintergebäude im Hof (zum Teil in Fachwerk) und die Scheunen an der Robert-Volkmann-Allee wurden 2015 abgebrochen. | 09266524 |
| Direkt Bild zu diesem Denkmal hochladen | Wohnhaus in geschlossener Bebauung, mit Tiefenkeller und Stützmauer zum Kirchplatz | Am Markt 6 (Karte)                                 | 18. Jahrhundert, im Kern älter (um 1550) | Im Kern ein Renaissancebau, städtebaulich und baugeschichtlich von Bedeutung. Hinterhäuser abgebrochen. | 09266523 |
| Direkt Bild zu diesem Denkmal hochladen | Zwei, im Inneren miteinander verbundene Wohnhäuser in geschlossener Bebauung, an der Rückseite (am Haus Nr. 8) am Kirchplatz ein Sitznischenportal                                                                         | Am Markt 7, 8 (Karte)                              | 1. Hälfte 17. Jahrhundert (Renaissanceportal); Inschrifttafel an Haus Nr. 7 bezeichnet mit 1799–1800 (Wohnhaus); lt. Gurlitt Neubau von 1921 (Wohnhaus) | Mit Ladenzone, charakteristische Putzbauten, sekundär eingesetztes Sitznischenportal der Renaissancezeit an der Hoffassade, städtebaulich und baugeschichtlich von Bedeutung | 09266522 |
| Direkt Bild zu diesem Denkmal hochladen | Wohnhaus in geschlossener Bebauung, mit Hinterhaus am Kirchplatz | Am Markt 9 (Karte)                                 | 1. Hälfte 19. Jahrhundert (Wohnhaus); bezeichnet mit 1844 (Hinterhaus)                                                                                  | Mit Laden, Putzbau mit Segmentbogenportal, städtebaulich und baugeschichtlich von Bedeutung | 09266520 |
| Direkt Bild zu diesem Denkmal hochladen | Wohnhaus in Ecklage | Am Markt 10 (Karte)                                | Mitte 19. Jahrhundert, später überformt | Mit Laden, schlichter Putzbau mit schöner Ladenfront, städtebaulich und baugeschichtlich von Bedeutung | 09266519 |
| Direkt Bild zu diesem Denkmal hochladen | Wohnhaus in halboffener Bebauung (ehemals mit Gaststätte „Café Risse“, heute Sparkasse) mit Anbauten zum Hof und rückwärtiger Toreinfahrt                                                                                  | Am Markt 11 (Karte)                                | 18. Jahrhundert, Umbau um 1915 | Schlichter Barockbau, neuzeitlich überformt, städtebaulich und baugeschichtlich von Bedeutung. Betonung des Mittelteils durch einen Giebel und Dachhäuser, zurückgenommener Bauschmuck an Giebel und Dachhäusern. | 09266533 |
|                                         | Gasthof Goldene Sonne (mit öffentlicher Tordurchfahrt) in geschlossener Bebauung | Am Markt 12 (Karte)                                | Ehemals bezeichnet mit 1792 | Charakteristischer Putzbau, Reliefstein mit Sonne, ortsgeschichtlich, städtebaulich und baugeschichtlich von Bedeutung. Betonung der Mittelachse durch einen Giebel, 1995 saniert. | 09266532 |
| Weitere Bilder                          | Wohnhaus in geschlossener Bebauung, mit Seitenflügel im Hof und Hinterhaus (Stall- und Lagerhaus) | Am Markt 14 (Karte)                                | Bezeichnet mit 1737 (Wohnhaus); bezeichnet mit 1820 (Lagerhaus)                                                                                         | Wohnhaus (heute Heimatmuseum) mit Fachwerk-Obergeschoss, die Toreinfahrt mit Schlussstein und Zimmermanns-Handwerkszeichen, sozialgeschichtlich, städtebaulich und baugeschichtlich von Bedeutung. Das Haus Am Markt 14 in Lommatzsch wurde 1737 auf den Grundmauern einer Brandruine von dem Zimmermann Abraham Kühne (deshalb wohl das Zimmermanns-Handwerkszeichen an der Fassade) errichtet. Genau hundert Jahre später eröffnete im Erdgeschoss die erste königliche Postexpedition in Lommatzsch. Nach der Sanierung im Jahre 1999 wurde das Gebäude Heimatmuseum des Ortes. Anfänglich befanden sich dessen Ausstellungsstücke im Rathaus. Dort wurde die Sammlung seit 1911 vom örtlichen Heimatverein präsentiert und stetig vergrößert, bevor sie aus Platzgründen ein anderes Domizil erhielt. Die Gründung des Heimatvereins geht auf den Frühgeschichtler Alfred Hennig (1886–1916) aus Mutzschwitz zurück. Der Heimatverein hatte es sich zur Aufgabe gemacht, Zeugnisse der Lommatzscher Stadtgeschichte zu sammeln. Der zweigeschossige Bau mit Fachwerkobergeschoss, breiter Tordurchfahrt und Krüppelwalm auf der rechten Seite des Daches gehört zu den markantesten Gebäude am Marktplatz von Lommatzsch. Das im Barock entstandene, einstige Handwerkerhaus hat sich weitgehend im ursprünglichen Zustand erhalten. Als Beispiel für die kleinbürgerliche barocke Architektur in der ersten Hälfte des 18. Jahrhunderts und authentisches Handwerkerhaus seiner Zeit ist das vom Zimmermann Kühne geschaffene Haus baugeschichtlich bedeutend. Mit dem unverwechselbaren Lommatzscher Marktensembles hat das hier zu beurteilende Objekt auch eine städtebaulich Bedeutung. Als Ort des Heimatmuseums ist es auch ortsgeschichtlich von Belang.                                                                                                 | 09266530 |
|                                         | Wohnhaus in halboffener Bebauung, unmittelbar an das Rathaus angebaut | Am Markt 15 (Karte)                                | Bezeichnet mit 1840 | Mit Laden, einfacher Putzbau, markanter Dachaufbau mit Zwiebelturm, dort Nische mit Merkurfigur, städtebaulich und baugeschichtlich von Bedeutung, platzbildprägende Lage neben dem Rathaus, Anbau am Rathaus | 09266529 |
| Direkt Bild zu diesem Denkmal hochladen | Wohnhaus in geschlossener Bebauung mit Hinterhaus | Am Markt 16 (Karte)                                | Um 1800, älterer Kern, später überformt | Einfacher Putzbau, städtebaulich und baugeschichtlich von Bedeutung, Topf als Hausmarke | 09266528 |
| Direkt Bild zu diesem Denkmal hochladen | Wohnhaus in geschlossener Bebauung, Hintergebäude (Hofflügel) und die auf dem Grundstück befindlichen Kellergänge (Tiefenkeller)                                                                                           | Am Markt 17 (Karte)                                | Spätes 18. Jahrhundert | Schlichter Barockbau mit Mansarddach, städtebaulich und baugeschichtlich von Bedeutung | 09266527 |
| Direkt Bild zu diesem Denkmal hochladen | Wohnhaus in geschlossener Bebauung mit Seitenflügel im Hof und Hinterhaus | Am Markt 18 (Karte)                                | Ende 18. Jahrhundert | Stattlicher Putzbau, große Toreinfahrt mit Schlussstein und Gewölbe im Erdgeschoss, städtebaulich und baugeschichtlich von Bedeutung, Tordurchfahrt mit Kreuzgratgewölben | 09266526 |
| Direkt Bild zu diesem Denkmal hochladen | Wohnhaus in Ecklage, Seitenflügel und Hinterhaus am Mittleren Korngäßchen | Am Markt 19 (Karte)                                | Um 1800 | Einfacher Putzbau mit Krüppelwalmdach, aufwendiges Portal mit Verdachung, städtebaulich und baugeschichtlich von Bedeutung, Dachhäuser | 09266525 |
| Direkt Bild zu diesem Denkmal hochladen | Wohnhaus in geschlossener Bebauung mit Hinterhaus | Am Markt 20 (Karte)                                | Um 1850 | Schlichter Putzbau, städtebaulich und baugeschichtlich von Bedeutung | 09266518 |
|                                         | Wohnhaus in geschlossener Bebauung, heute Hotel und Gaststätte, mit Seitenflügel im Hof und Hinterhaus | Am Markt 22 (Karte)                                | Bezeichnet mit 1756, Umbau bezeichnet mit 1865 | Stattlicher Putzbau, Toreinfahrt mit Schlussstein, darin eine von zwei Kindern gehaltene Kartusche, städtebaulich und baugeschichtlich von Bedeutung, mit Tordurchfahrt | 09266516 |
| Direkt Bild zu diesem Denkmal hochladen | Mietshaus in geschlossener Bebauung | Am Markt 23 (Karte)                                | Vor 1900 | Schmales viergeschossiges Gründerzeitgebäude mit mehrfarbiger Klinkerfassade, städtebaulich und baugeschichtlich von Bedeutung | 09266515 |
| Direkt Bild zu diesem Denkmal hochladen | Wohnhaus in geschlossener Bebauung und Hinterhaus | Am Markt 24 (Karte)                                | 1. Hälfte 19. Jahrhundert | Mit Laden, schlichter Putzbau, städtebaulich und baugeschichtlich von Bedeutung | 09266514 |
| Direkt Bild zu diesem Denkmal hochladen | Wohnhaus in halboffener Bebauung und Ecklage | Carl-Menzel-Straße 1 (Karte)                       | Im Kern 18. Jahrhundert | Mit Laden, Putzbau mit straßenbildprägendem Eckerker, städtebaulich und baugeschichtlich von Bedeutung | 09266495 |
| Direkt Bild zu diesem Denkmal hochladen | Ehemaliges Schulgebäude der Beamtenschule | Carl-Menzel-Straße 4 (Karte)                       | 2. Hälfte 19. Jahrhundert | Ein Gründerzeitbau, Mittelrisalit mit Anklängen an den Rundbogenstil, ortsgeschichtlich und baugeschichtlich von Bedeutung. Betonung der Mittelachse durch einen Dreiecksgiebel und Ritzungen im Putz, Dachhäuser. Hinterhaus abgebrochen. | 09266689 |
| Direkt Bild zu diesem Denkmal hochladen | Wohnhaus eines Bauernhofes | Carl-Menzel-Straße 10 (Karte)                      | Bezeichnet mit 1874 | Stattlicher Putzbau der Gründerzeit, sozialgeschichtlich und baugeschichtlich von Bedeutung. Putzritzungen zur Gliederung der Fassade, im Mezzaningeschoss Rundbogenfenster mit Ziergittern. | 09266693 |
| Direkt Bild zu diesem Denkmal hochladen | Villa | Carl-Menzel-Straße 15 (Karte)                      | Mitte 19. Jahrhundert | Gründerzeitbau von spätklassizistischem Charakter, Putzfassade mit überhöhtem Mittelrisalit, baugeschichtlich von Bedeutung. Betonung der Mittelachse durch einen Dreiecksgiebel, Eckpilaster, Bossierung. | 09266692 |
| Direkt Bild zu diesem Denkmal hochladen | Mietvilla mit Einfriedung | Carl-Menzel-Straße 22 (Karte)                      | 1901 laut Angabe | Repräsentativer Gründerzeitbau (Klinkerfassade), baugeschichtlich von Bedeutung. Klinker an der Fassade und der Begrenzungsmauer, Fachwerk am Eingangsvorbau, mit parkähnlichem Garten und Zufahrt. Heute völlig umgebaut, ehemals Poliklinik, derzeit Altenpflegeheim. | 09266694 |
| Direkt Bild zu diesem Denkmal hochladen | Straßenbrücke über die Bahnstrecke Riesa–Nossen | Döbelner Straße (Karte)                            | Um 1875 | Dreibogenbrücke in Bruchsteinmauerwerk, technikgeschichtlich und verkehrsgeschichtlich von Bedeutung | 09266711 |
| Direkt Bild zu diesem Denkmal hochladen | Wohnhaus in halboffener Bebauung (Markt-Apotheke) | Döbelner Straße 1 (Karte)                          | Im Kern 18. Jahrhundert | Mit Laden, lang gestreckter Putzbau mit Erker, städtebaulich und baugeschichtlich von Bedeutung, ortsbildprägende Lage Am Markt | 09266509 |
| Direkt Bild zu diesem Denkmal hochladen | Wohnhaus in halboffener Bebauung, Scheune und Stallgebäude im Hof | Döbelner Straße 2 (Karte)                          | Bezeichnet mit 1850 | Markanter Putzbau in Giebelstellung zum Markt, ehemaliger Schlussstein unterhalb des Balkons mit Böttcherhandwerks-Zeichen, ortsentwicklungsgeschichtlich, städtebaulich und baugeschichtlich von Bedeutung. Innungszeichen „Böttcher“, Handwerkerhaus, mit modernem Ladeneinbau. | 09266490 |
| Direkt Bild zu diesem Denkmal hochladen | Wohnhaus in geschlossener Bebauung | Döbelner Straße 3 (Karte)                          | 18. Jahrhundert, spätere Überformung | Mit Laden, schlichter Putzbau mit reicher gründerzeitlicher Ladenfront, städtebaulich und baugeschichtlich von Bedeutung, ortsbildprägende Lage am Kirchplatz (Rückseite) | 09266508 |
|                                         | Wohnhaus in geschlossener Bebauung | Döbelner Straße 4 (Karte)                          | Ende 19. Jahrhundert, älterer Kern | Mit Laden, Gründerzeitbau mit Putzfassade, städtebaulich und baugeschichtlich von Bedeutung, starkes Mauerwerk im Innere | 09266494 |
|                                         | Wohnhaus in geschlossener Bebauung | Döbelner Straße 5 (Karte)                          | 1. Hälfte 19. Jahrhundert | Mit Ladeneinbau, zur Rückseite mit Fachwerk-Obergeschoss, städtebaulich und baugeschichtlich von Bedeutung, ortsbildprägende Lage am Kirchplatz (Rückseite) | 09301126 |
|                                         | Pfarrhaus in ehemals geschlossener Bebauung, mit Seitenflügel zum Hof und Wirtschaftsgebäude im Garten, mit Tiefenkeller                                                                                                   | Döbelner Straße 6 (Karte)                          | Bezeichnet mit 1729 (Wohnhaus); 15./16. Jahrhundert (Keller)                                                                                            | Schlichter Barockbau, markanter Torbogen mit Schlussstein, platzbildprägende Lage nahe dem Kirchplatz, ortsgeschichtlich, städtebaulich und baugeschichtlich von Bedeutung, mit Tordurchfahrt und mit Tiefkeller | 09266491 |
| Direkt Bild zu diesem Denkmal hochladen | Wohnhaus in Ecklage | Döbelner Straße 9 (Karte)                          | Ende 19. Jahrhundert | Mit Laden, Gründerzeitbau mit Eckturm, städtebaulich und baugeschichtlich von Bedeutung, platzbildprägende Lage am Kirchplatz | 09266503 |
| Direkt Bild zu diesem Denkmal hochladen | Wohnhaus in geschlossener Bebauung | Döbelner Straße 20 (Karte)                         | 2. Hälfte 19. Jahrhundert | Einfacher Putzbau mit Mansarddach, städtebaulich und baugeschichtlich von Bedeutung | 09266492 |
| Direkt Bild zu diesem Denkmal hochladen | Wohnhaus in geschlossener Bebauung | Döbelner Straße 21 (Karte)                         | Ende 19. Jahrhundert | Mit Laden, einfacher Gründerzeitbau, städtebaulich und baugeschichtlich von Bedeutung | 09266500 |
| Direkt Bild zu diesem Denkmal hochladen | Wohnhaus in geschlossener Bebauung | Döbelner Straße 25 (Karte)                         | Bezeichnet mit 1835 | Markanter Putzbau mit Mansarddach und klassizistischem Türstock, städtebaulich und baugeschichtlich von Bedeutung | 09266499 |
| Direkt Bild zu diesem Denkmal hochladen | Mietshaus in ehemals geschlossener Bebauung | Döbelner Straße 29 (Karte)                         | Vor 1900 | Mit Ladenzone, schöner Gründerzeitbau (mehrfarbige Klinkerfassade), städtebaulich und baugeschichtlich von Bedeutung | 09266497 |
| Direkt Bild zu diesem Denkmal hochladen | Friedhof mit Friedhofskapelle, Grufthaus, Verwaltungsgebäude in der Friedhofsmauer, mehrere Grabmale, Epitaphien und Grabanlagen, die gesamte Friedhofsmauer, Eingangstor und Pflasterung am Eingangsbereich des Friedhofs | Döbelner Straße 33 (Karte)                         | Nach 1827 (Grufthaus); bezeichnet mit 1893 (Friedhofskapelle)                                                                                           | Bemerkenswertes Grufthaus des 1827 gestorbenen Apothekers Bernhardt, mehrere historisch und künstlerisch bedeutsame freistehende Grabmale vor allem aus Barock und Klassizismus, an der Friedhofsmauer eine Reihe teils eingelassener Epitaphien des Barock und Erbbegräbnissen des Historismus und Jugendstils, ortsgeschichtlich, künstlerisch und gestalterisch von Bedeutung. - Kapelle in den 1920er Jahren überformt - Gräber - Pflasterung vor dem Friedhof und im Eingangsbereich mit unregelmäßigem Naturstein und regelmäßigem Porphyrpflaster | 09266695 |
| Direkt Bild zu diesem Denkmal hochladen | Mietshaus in offener Bebauung, mit Gartenhaus | Domselwitzer Straße 1 (Karte)                      | Um 1900 | Gut gestalteter Gründerzeitbau mit Klinkerfassade, baugeschichtlich von Bedeutung | 09266697 |
| Direkt Bild zu diesem Denkmal hochladen | Mietshaus in offener Bebauung | Domselwitzer Straße 2 (Karte)                      | Bezeichnet mit 1899 | Ein Gründerzeitbau (Putzfassade mit Klinkergliederung), baugeschichtlich von Bedeutung, Klinker als Negativapplikation | 09266698 |
| Direkt Bild zu diesem Denkmal hochladen | Scheune und Hoftor eines Dreiseithofes | Domselwitzer Straße 6 (Karte)                      | 1. Hälfte 19. Jahrhundert | Scheune in Fachwerkbauweise, wirtschaftsgeschichtlich und baugeschichtlich von Bedeutung. Schmiedeeisernes Gitter als Hoftor. Stallgebäude vor 2007 weitgehend abgebrochen. | 09266703 |
| Direkt Bild zu diesem Denkmal hochladen | Wohnhaus, Scheune und Stallgebäude eines Dreiseithofes | Domselwitzer Straße 8 (Karte)                      | Bezeichnet mit 1816 | Geschlossen erhaltene Hofanlage in Fachwerkbauweise, wirtschaftsgeschichtlich und baugeschichtlich von Bedeutung | 09266702 |
| Direkt Bild zu diesem Denkmal hochladen | Wohnstallhaus, Auszüglerhaus (Seitengebäude), Scheune, Torbogen und Begrenzungsmauer eines ehemaligen Vierseithofes (Lempescher Erbhof)                                                                                    | Domselwitzer Straße 19 (Karte)                     | Bezeichnet mit 1817 (Toreinfahrt); bezeichnet mit 1901, im Kern wesentlich älter (Wohnstallhaus); bezeichnet mit 1914 (Scheune)                         | Weitgehend geschlossen erhaltene Hofanlage, Zeugnis bäuerlicher Wirtschafts- und Lebensweise vergangener Zeiten, Rückfront des Wohnhauses mit Andreaskreuzfachwerk, wirtschaftsgeschichtlich, sozialgeschichtlich und baugeschichtlich von Bedeutung. Torbogen mit Schlussstein 1817, Brunnen im Hof von 1795, Rückseite des Wohnhauses mit Andreaskreuzfachwerk um 1670 (verputzt). Stallgebäude (jetzt Nummer 19a/19b, Flurstücke 831/9 und 831/8) vor 2007 abgebrochen. | 09266718 |
| Direkt Bild zu diesem Denkmal hochladen | Wohnhaus in offener Bebauung | Frauengäßchen 2 (Karte)                            | 1. Hälfte 19. Jahrhundert | Ein Fachwerkbau, städtebaulich und baugeschichtlich von Bedeutung | 09301129 |
| Direkt Bild zu diesem Denkmal hochladen | Wohnhaus in geschlossener Bebauung und Ecklage | Frauenstraße 1 (Karte)                             | Ende 19. Jahrhundert | Gut gegliederter Putzbau mit markanter Dachlandschaft, städtebaulich und baugeschichtlich von Bedeutung, ortsbildprägende Lage Am Markt. Als Eckbau konzipiert, Dachhäuser, Türachse betont. | 09266552 |
| Direkt Bild zu diesem Denkmal hochladen | Wohnhaus in geschlossener Bebauung mit Hinterhaus | Frauenstraße 4 (Karte)                             | 1. Hälfte 19. Jahrhundert | Einfacher Putzbau mit Dachhäuschen, städtebaulich und baugeschichtlich von Bedeutung | 09266553 |
| Direkt Bild zu diesem Denkmal hochladen | Wohnhaus in geschlossener Bebauung, mit Hintergebäude im Hof | Frauenstraße 6 (Karte)                             | 1. Hälfte 19. Jahrhundert | Schlichter Putzbau mit hohem Satteldach, städtebaulich und baugeschichtlich von Bedeutung, ursprünglich zwei Wohnhäuser | 09266554 |
| Direkt Bild zu diesem Denkmal hochladen | Ackerbürgerhaus in Ecklage | Frauenstraße 12 (Karte)                            | Bezeichnet mit 1828 | Markanter Fachwerkbau, einstige Türöffnung mit Schlussstein, darin zwei Löwen, Initialen und Gerberzeichen (?), sozialgeschichtlich, städtebaulich und baugeschichtlich von Bedeutung. Fachwerk, massiv untersetzt, ehemaliges Portal zugemauert, Schlussstein und Türsturz erhalten. | 09266556 |
| Direkt Bild zu diesem Denkmal hochladen | Ehemaliges Ackerbürgerhaus (Wohnstallhaus) in halboffener Bebauung am Unteren Korngäßchen (ursprünglich zu Frauenstraße 12 gehörend)                                                                                       | Frauenstraße 12a (Karte)                           | Bezeichnet mit 1796 | Mit Fachwerk-Obergeschoss und Segmentbogenportal zum Hof, sozialgeschichtlich und baugeschichtlich von Bedeutung, ehemals zu Frauenstraße 12 gehörig | 09266557 |
| Direkt Bild zu diesem Denkmal hochladen | Wohnhaus in geschlossener Bebauung, mit Seitenflügel zum Hof | Frauenstraße 13 (Karte)                            | 1. Hälfte 19. Jahrhundert | Charakteristischer Putzbau, städtebaulich und baugeschichtlich von Bedeutung | 09266561 |
| Direkt Bild zu diesem Denkmal hochladen | Ehemaliges Gasthaus Drei Rosen, jetzt Wohnhaus, in Ecklage zur Quergasse, mit Hinterhaus | Frauenstraße 19 (Karte)                            | 1. Hälfte 19. Jahrhundert, später überformt | Obergeschoss Fachwerk verputzt, städtebaulich und baugeschichtlich von Bedeutung | 09266560 |
| Direkt Bild zu diesem Denkmal hochladen | Mietshaus in offener Bebauung, mit Nebengebäude und seitlicher Einfriedung | Friedrichstraße 1 (Karte)                          | Um 1890 | Repräsentatives Gründerzeithaus, baugeschichtlich von Bedeutung. Seitlicher Treppenturm, Abschluss durch eine Balustrade, original erhaltener Zaun. | 09266633 |
| Direkt Bild zu diesem Denkmal hochladen | Mietshaus in offener Bebauung und Ecklage, mit seitlicher Einfriedung | Friedrichstraße 2 (Karte)                          | Um 1890 | Gründerzeithaus mit reichgegliederte Fassade, städtebaulich und baugeschichtlich von Bedeutung. Als Eckbau konzipiert, originaler Zaun. | 09266630 |
| Direkt Bild zu diesem Denkmal hochladen | Mietshaus in offener Bebauung, mit seitlicher Einfriedung | Friedrichstraße 5 (Karte)                          | Bezeichnet mit 1895 | Typisches kleinstädtisches Gründerzeithaus, städtebaulich und baugeschichtlich von Bedeutung, Datierung über dem Eingang | 09266634 |
| Direkt Bild zu diesem Denkmal hochladen | Mietshaus in offener Bebauung, mit Remise und seitlicher Einfriedung | Friedrichstraße 8 (Karte)                          | Um 1890 | Typisches kleinstädtisches Gründerzeithaus, städtebaulich und baugeschichtlich von Bedeutung. Remise mit Fachwerkobergeschoss, massiv untersetzt. | 09266636 |
| Weitere Bilder                          | Empfangsgebäude (Nr. 6/6a), Nebengebäude (Nr. (8), Bahnsteigüberdachung, Wasserstationsgebäude (Nr. 19) und Lokschuppen der Schmalspurbahn                                                                                 | Glashüttenstraße (Am Bahnhof 6, 6a, 8, 19) (Karte) | 1876 (Nr. 6/6a); 19. Jahrhundert (Straßenbrücke); 1909 (Nr. 19); 1929 (Lokschuppen)                                                                     | Bahnstrecke Riesa–Nossen; Schmalspurbahn Wilsdruff–Gärtitz (sogenannte Rübenbahn), Abschnitt Garsebach–Lommatzsch. Bahnhof für Regel- und Schmalspurweite, Bahnhofsgebäude ein Putzbau im Stil des Historismus, Lokschuppen der Schmalspurbahn teils ausgemauertes Fachwerk, teils massiv, Wasserstationsgebäude von Seltenheitswert, bemerkenswertes Ensemble eines Spurwechselbahnhofs, eisenbahngeschichtlich, technikgeschichtlich, baugeschichtlich und ortshistorisch von großer Bedeutung | 09266710 |
| Weitere Bilder                          | Denkmal für Robert Volkmann | Kirchplatz (Karte)                                 | Nach 1900 | Ortsgeschichtlich und künstlerisch von Bedeutung, zur Erinnerung an den in Lommatzsch geborenen Komponisten Robert Volkmann (1815–1883) | 09266717 |
|                                         | Denkmal für die Gefallenen des Ersten Weltkrieges | Kirchplatz (Karte)                                 | Nach 1918 | Ortsgeschichtlich von Bedeutung | 09266507 |
| Weitere Bilder                          | St. Wenzelskirche (mit Ausstattung) | Kirchplatz 1 (Karte)                               | 1504–1523 (Kirche); nach 1614 (Johann Kaulbersch); 17. Jahrhundert (Lorentz Wirdt und Frau); 1714 (Altar); 1900 (Kirchenfenster)                        | Stadtkirche von Lommatzsch, spätgotische Saalkirche mit Westturm, markanter neogotischer Turmabschluss (im Kern romanischer Turm), Wahrzeichen der Stadt, kunsthistorisch, baugeschichtlich und ortsbildprägend von Bedeutung, romanischer Kern, Umbau und Restaurierung um 1890 | 09266504 |
|                                         | Grundschule Lommatzsch | Kirchplatz 2 (Karte)                               | 1858–1859 | Spätklassizistischer Bau, ortsgeschichtlich und baugeschichtlich von Bedeutung | 09266505 |
| Direkt Bild zu diesem Denkmal hochladen | Wohnhaus in halboffener Bebauung (Diakonat) | Kirchplatz 3 (Karte)                               | 17. Jahrhundert | Im Kern ein Renaissancebau, ortsgeschichtlich und baugeschichtlich von Bedeutung, Fenstergewände original erhalten | 09266506 |
| Direkt Bild zu diesem Denkmal hochladen | Wohnhaus in geschlossener Bebauung (ehemaliges Diakonat) | Kirchplatz 4 (Karte)                               | 1703 Dendro, Dachwerk; 2. Hälfte 18. Jahrhundert | Schlichter, aber durch seine Klarheit und seine ausgewogenen Proportionen charakteristischer Bau seiner Zeit, vom 18. bis in die erste Hälfte des 20. Jahrhunderts Diakonat und damit über einen langen Zeitraum wichtig für vielfältigen Aufgaben des seelsorglichen Dienstes in der Stadt, zudem mit dem benachbarten Kirchplatz 3 und der gegenüberliegenden Wenzelskirche ein markantes sowie ortsbildprägendes Ensemble, baugeschichtlich, ortsgeschichtlich und städtebaulich bedeutend | 09307500 |
| Direkt Bild zu diesem Denkmal hochladen | Wohnhaus in geschlossener Bebauung, mit Seitenflügel im Hof | Königstraße 14 (Karte)                             | 2. Hälfte 19. Jahrhundert | Einfacher Putzbau mit klassizistischem Türstock, städtebaulich und baugeschichtlich von Bedeutung | 09266608 |
| Direkt Bild zu diesem Denkmal hochladen | Wohnhaus in offener Bebauung mit seitlicher Einfriedung, weiterhin Seitenflügel zur Straße Am Rodeland und Nebengebäude im Hof                                                                                             | Königstraße 17 (Karte)                             | 1. Hälfte 19. Jahrhundert | Ländlicher Putzbau mit Krüppelwalmdach, ortsentwicklungsgeschichtlich und baugeschichtlich von Bedeutung, ortsbildprägende Lage an einer Straßengabelung. Eines der Seitengebäude in der 2. Hälfte 19. Jahrhundert als Kleinbetrieb umgebaut. | 09266684 |
| Direkt Bild zu diesem Denkmal hochladen | Wohnhaus in geschlossener Bebauung | Königstraße 25 (Karte)                             | Bezeichnet mit 1833 | Putzbau mit Segmentbogenportal, städtebaulich und baugeschichtlich von Bedeutung | 09266683 |
| Direkt Bild zu diesem Denkmal hochladen | Wohnhaus in geschlossener Bebauung | Königstraße 39 (Karte)                             | Bezeichnet mit 1833, später überformt | Putzbau mit aufwändigem Portal, städtebaulich und baugeschichtlich von Bedeutung | 09266681 |
| Direkt Bild zu diesem Denkmal hochladen | Wohnhaus in geschlossener Bebauung | Königstraße 43 (Karte)                             | Nachträglich bezeichnet mit 1833 | Fachwerkbau mit aufwändigem Portal, städtebaulich und baugeschichtlich von Bedeutung. Fachwerk im Obergeschoss, massiv untersetzt. | 09266680 |
| Direkt Bild zu diesem Denkmal hochladen | Wohnhaus in geschlossener Bebauung | Königstraße 45 (Karte)                             | Bezeichnet mit 1833 | Markant gegliederter Putzbau mit aufwändigem Portal, städtebaulich und baugeschichtlich von Bedeutung. Überformung 2. Hälfte 19. Jahrhundert. | 09266679 |
| Direkt Bild zu diesem Denkmal hochladen | Wohnhaus in geschlossener Bebauung, mit Seitenflügel zum Hof | Königstraße 47 (Karte)                             | 1. Hälfte 19. Jahrhundert | Obergeschoss Fachwerk, städtebaulich und baugeschichtlich von Bedeutung. Fachwerk im Obergeschoss, massiv untersetzt. | 09266678 |
| Direkt Bild zu diesem Denkmal hochladen | Wohnhaus in geschlossener Bebauung, mit Hinterhaus | Königstraße 50 (Karte)                             | 1. Hälfte 19. Jahrhundert | Einfacher Putzbau mit markantem Türstock, städtebaulich und baugeschichtlich von Bedeutung, mit ehemaligem Ladeneinbau | 09266598 |
| Direkt Bild zu diesem Denkmal hochladen | Mietshaus in geschlossener Bebauung und Ecklage | Königstraße 54 (Karte)                             | Um 1900 | Eckbetonter Gründerzeitbau (Klinkerfassade) mit straßenbildprägendem Balkon, städtebaulich und baugeschichtlich von Bedeutung. Als Eckbau zur Stiftstraße konzipiert, Klinkerfassade. | 09266629 |
| Direkt Bild zu diesem Denkmal hochladen | Mietshaus in geschlossener Bebauung | Königstraße 55 (Karte)                             | Ende 19. Jahrhundert | Typisches kleinstädtisches Mietshaus des 19. Jahrhunderts, städtebaulich und baugeschichtlich von Bedeutung | 09301122 |
| Direkt Bild zu diesem Denkmal hochladen | Mietshaus in geschlossener Bebauung | Königstraße 56 (Karte)                             | Ende 19. Jahrhundert | Typisches kleinstädtisches Mietshaus der Gründerzeit, städtebaulich und baugeschichtlich von Bedeutung. Betonung der Mittelachse durch einen Dreiecksgiebel, Dachhäuser. Hinterhaus abgebrochen. | 09266628 |
| Direkt Bild zu diesem Denkmal hochladen | Mietshaus in geschlossener, versetzter Bebauung | Königstraße 57 (Karte)                             | Ende 19. Jahrhundert | Typisches kleinstädtisches Mietshaus der Gründerzeit, städtebaulich und baugeschichtlich von Bedeutung | 09266677 |
| Direkt Bild zu diesem Denkmal hochladen | Mietshaus in geschlossener Bebauung | Königstraße 58 (Karte)                             | Ende 19. Jahrhundert | Typisches kleinstädtisches Mietshaus der Gründerzeit, städtebaulich und baugeschichtlich von Bedeutung. Betonung der Mittelachse durch einen Dreiecksgiebel. Hinterhaus abgebrochen. | 09266627 |
| Direkt Bild zu diesem Denkmal hochladen | Wohnhaus in halboffener Bebauung | Königstraße 59 (Karte)                             | 1. Hälfte 19. Jahrhundert | Schlichter kleiner Wohnbau, sozialgeschichtlich und baugeschichtlich von Bedeutung, Erdgeschoss unter dem Straßenniveau | 09266676 |
| Direkt Bild zu diesem Denkmal hochladen | Zwei miteinander verbundene Wohnhäuser in Ecklage zum Oberen Korngäßchen, mit Seitengebäuden im Hof | Kornstraße 1, 3 (Karte)                            | Ende 18. Jahrhundert | Schlichte spätbarocke Bauten, aufwändiges Portal mit schöner Tür, städtebaulich und baugeschichtlich von Bedeutung. Geschlossene Anlage um einen Hof, Tordurchfahrt, Ecklage zum Oberen Korngäßchen. Hinterhaus abgebrochen. | 09266587 |
| Direkt Bild zu diesem Denkmal hochladen | Wohnhaus in geschlossener Bebauung, mit Hinterhaus und Seitenflügel zum Hof | Kornstraße 2 (Karte)                               | Bezeichnet mit 1809 | Stattlicher Putzbau mit hohem Mansarddach, große Toreinfahrt mit aufwändigem Schlussstein, platzbildprägende Lage, städtebaulich und baugeschichtlich von Bedeutung. Schlichtes Portal mit Tordurchfahrt; nach Auskunft von Gerth Skibinski, dem Autor des 2011 erschienenen Buches „Lommatzsch. Ein historischer Stadtrundgang“, ist das Gebäude von dem Schönfärber Mende (Schlussstein=M) nach einem Brand 1809 wieder errichtet worden. Im hohen Dach ließ er die gefärbten Stoffe trocknen. Das nahe dem Lommatzscher Marktplatz gelegen zweigeschossige Wohnhaus, ursprünglich ein Handwerkerhaus, wurde nach Datierung im Schlussstein des straßenseitigen Portals 1809 errichtet. Bauherr war der Schönfärber Mende (Schlussstein=M). Trotz der zu DDR-Zeiten erfolgten baulichen Veränderungen handelt es sich um einen im Stadtbild signifikant in Erscheinung tretenden Bau. Dazu trägt vor allem das hohe und weithin sichtbare Mansarddach bei. Hinter der 1988 erneuerten Deckung verbirgt sich noch die ursprüngliche Dachkonstruktion. Hier ließ Mende die gefärbten Stoffe trocknen. Darüber hinaus kommt auch das breite Segmentbogenportal aus Sandstein gut zur Geltung. Es ist davon auszugehen, dass sich der überwiegende Teil der originalen Bausubstanz und die alten Raumstrukturen erhalten haben. Bei dem hier zu beurteilenden Objekt handelt es sich als Handwerkerhaus um ein für Kleinstädte wie Lommatzsch charakteristisches Gebäude seiner Zeit. Demzufolge ist es baugeschichtlich wertvoll. Zudem ist es mit seinem dominanten Baukörper an hervorgehobener Stelle auch städtebaulich bedeutend. Das öffentliche Erhaltungsinteresse ergibt sich aus dem Gewicht der genannten Bedeutungskriterien und der Tatsache, dass vergleichbare Bauten auch in anderen Bundesländern als Kulturdenkmale anerkannt und gewürdigt werden. | 09266572 |
| Direkt Bild zu diesem Denkmal hochladen | Wohnhaus in geschlossener Bebauung, mit Hinterhäusern | Kornstraße 4 (Karte)                               | 1. Hälfte 19. Jahrhundert, später überformt | Charakteristischer Putzbau, städtebaulich und baugeschichtlich von Bedeutung | 09266588 |
| Direkt Bild zu diesem Denkmal hochladen | Wohnhaus in Ecklage, mit Hinterhaus | Kornstraße 5 (Karte)                               | 1. Hälfte 19. Jahrhundert | Obergeschoss Fachwerk verputzt, städtebaulich und baugeschichtlich von Bedeutung. Ecklage zum Oberen Korngäßchen, vermutlich das Obergeschoss verputztes Fachwerk, Hof grenzt an Grundstück Am Markt 25. | 09266534 |
| Direkt Bild zu diesem Denkmal hochladen | Wohnhaus in geschlossener Bebauung, mit Hinterhäusern | Kornstraße 6 (Karte)                               | 1. Hälfte 19. Jahrhundert | Straßenbildprägender großer Putzbau, städtebaulich und baugeschichtlich von Bedeutung, städtebaulicher Auftakt des Straßenzuges | 09266589 |
| Direkt Bild zu diesem Denkmal hochladen | Wohnhaus in geschlossener Bebauung | Kornstraße 7 (Karte)                               | Bezeichnet mit 1834 | Einfacher Putzbau, städtebaulich und baugeschichtlich von Bedeutung | 09266535 |
| Direkt Bild zu diesem Denkmal hochladen | Wohnhaus in geschlossener Bebauung, mit Seitenflügel zum Hof | Kornstraße 9 (Karte)                               | Bezeichnet mit 1839, später aufgestockt | Putzbau mit klassizistischem Portal, städtebaulich und baugeschichtlich von Bedeutung | 09266536 |
| Direkt Bild zu diesem Denkmal hochladen | Wohnhaus in geschlossener Bebauung, mit Hinterhaus | Kornstraße 10 (Karte)                              | Um 1800 | Putzbau mit Segmentbogentor, städtebaulich und baugeschichtlich von Bedeutung, schlichtes Portal, Dachhäuser | 09266590 |
| Direkt Bild zu diesem Denkmal hochladen | Wohnhaus in geschlossener Bebauung, mit Seitenflügel zum Hof | Kornstraße 11 (Karte)                              | 1. Hälfte 19. Jahrhundert | Putzbau mit Korbbogentor, städtebaulich und baugeschichtlich von Bedeutung. Tordurchfahrt mit Korbbogenportal, profilierte Fenstergewände. | 09266537 |
| Direkt Bild zu diesem Denkmal hochladen | Wohnhaus in geschlossener Bebauung, mit Hinterhaus | Kornstraße 13 (Karte)                              | Bezeichnet mit 1800 | Obergeschoss Fachwerk verputzt, aufwändiges Portal mit Schlussstein und Zimmermannszeichen, städtebaulich und baugeschichtlich von Bedeutung, mit Zimmermanns-Handwerkszeichen | 09266538 |
| Direkt Bild zu diesem Denkmal hochladen | Wohnhaus in geschlossener Bebauung, mit Hinterhäusern | Kornstraße 14 (Karte)                              | Bezeichnet mit 1809 | Stattlicher Putzbau, aufwändiges Portal mit voluten- und blattverziertem Schlussstein und schöner Tür, städtebaulich und baugeschichtlich von Bedeutung. Korbbogenportal, profilierte Fenstergewände, Dachhäuser, Kellerbereich und ein Teil des Erdgeschosses wurden vor einigen Jahren durch das Oberbergamt statisch saniert/unterfangen/zugeschüttet, im Inneren sind im Dachgeschoss noch alte Füllungstüren mit Schlössern und Beschlägen erhalten, mindestens eine Tür mit Beschlägen stammt ist aus der Erbauungszeit, im Hausflur ist noch eine Windfangtür mit Originalglas um 1900 erhalten, die Hauseingangstür mit altem Kastenschloss erscheint noch im Original, im Hof gibt es (nicht erhaltenswerte) Anbauten aus der Zeit um 1900, die Kachelöfen sind frühestens ab 1920er Jahre, auffällig sind im Erdgeschoss (von der Fassade aus gesehen im rechten Hausteil) zwei Räume mit Nischen- bzw. Bogenstrukturen in den Wänden (Begehung UD LK Meißen 05/2009). | 09266591 |
| Direkt Bild zu diesem Denkmal hochladen | Wohnhaus in geschlossener Bebauung | Kornstraße 23 (Karte)                              | Bezeichnet mit 1830 | Putzbau mit Mansardwalmdach mit Dachhäusern und Segmentbogenportal, städtebaulich und baugeschichtlich von Bedeutung | 09266541 |
| Direkt Bild zu diesem Denkmal hochladen | Wohnhaus in geschlossener Bebauung | Kornstraße 26 (Karte)                              | Bezeichnet mit 1802 | Stattlicher Putzbau, schönes Korbbogenportal mit Schlussstein und Maurer-Zeichen, städtebaulich und baugeschichtlich von Bedeutung | 09266592 |
| Direkt Bild zu diesem Denkmal hochladen | Wohnhaus in Ecklage, mit Hinterhaus | Kornstraße 27 (Karte)                              | Bezeichnet mit 1830 | Putzbau mit Mansardwalmdach und aufwändigem Portal, städtebaulich und baugeschichtlich von Bedeutung, Ecklage zum Frauengäßchen | 09266542 |
| Direkt Bild zu diesem Denkmal hochladen | Wohnhaus in Ecklage, mit Seitenflügel zum Hof | Kornstraße 29 (Karte)                              | 2. Hälfte 19. Jahrhundert | Das Fachwerk-Obergeschoss gründerzeitliche überformt, städtebaulich und baugeschichtlich von Bedeutung, Ecklage zum Frauengäßchen | 09266543 |
| Direkt Bild zu diesem Denkmal hochladen | Wohnhaus in geschlossener Bebauung, mit Seitenflügel zum Hof | Kornstraße 33 (Karte)                              | 1. Hälfte 19. Jahrhundert | Obergeschoss Fachwerk, städtebaulich und baugeschichtlich von Bedeutung | 09266544 |
| Direkt Bild zu diesem Denkmal hochladen | Wohnhaus in Ecklage zum Unteren Korngäßchen, mit Seitenflügel | Kornstraße 37 (Karte)                              | 1. Hälfte 19. Jahrhundert | Putzbau mit Segmentbogenportal und großen Dachaufbauten, städtebaulich und baugeschichtlich von Bedeutung, profilierte Fenstergewände | 09266546 |
| Direkt Bild zu diesem Denkmal hochladen | Wohnhaus in geschlossener Bebauung | Kornstraße 38 (Karte)                              | 1. Hälfte 19. Jahrhundert | Schlichter Putzbau mit markantem Türstock, städtebaulich und baugeschichtlich von Bedeutung. Hinterhaus vermutlich abgebrochen. | 09266661 |
| Direkt Bild zu diesem Denkmal hochladen | Hauptgebäude einer Gärtnerei | Kornstraße 49 (Karte)                              | Ende 19. Jahrhundert | Einfacher Putzbau, Betonung durch Ecklisenen, ortsgeschichtlich von Bedeutung, Betonung durch Ecklisenen | 09266548 |
| Direkt Bild zu diesem Denkmal hochladen | Wohnhaus in geschlossener Bebauung und Ecklage, mit Hinterhaus | Meißner Platz 3 (Karte)                            | Um 1800 | Mit Ladeneinbauten, Putzbau mit hohem Mansarddach, städtebaulich und baugeschichtlich von Bedeutung, platzbildprägende Lage | 09266571 |
| Direkt Bild zu diesem Denkmal hochladen | Wohnhaus in geschlossener Bebauung und Hinterhaus | Meißner Platz 4 (Karte)                            | Bezeichnet mit 1802 | Mit Laden, stattlicher Putzbau mit steilem Satteldach, Türportal mit Schlussstein mit Lamm Gottes, städtebaulich und baugeschichtlich von Bedeutung, platzbildprägende Lage, Dachhäuser | 09266570 |
| Weitere Bilder                          | Sowjetischer Ehrenfriedhof mit drei Denkmalen, OdF-Denkmal und Einfriedung | Meißner Straße (Karte)                             | 1946 | Anlage mit mehreren Steinmalen, Wegesystem, Treppenanlage, Heckengestaltung, Bepflanzung und Einfriedung, Grabstätte sowjetischer Kriegstoter, vor allem von Kriegsgefangenen und Soldaten, und von Bürgern aus verschiedenen Staaten, die von der SS in Lommatzsch erschossen wurden, geschichtlich von Bedeutung | 09266712 |
| Direkt Bild zu diesem Denkmal hochladen | Wohnhaus in Ecklage | Meißner Straße 1 (Karte)                           | Im Kern 1. Hälfte 19. Jahrhundert | Einfacher Putzbau mit Mansarddach, nahe dem Marktplatz, städtebaulich von Bedeutung. Als Eckbau konzipiert, rückwärtiger Eingang Oberes Korngäßchen. | 09266586 |
| Direkt Bild zu diesem Denkmal hochladen | Wohnhaus in geschlossener Bebauung, mit Seitenflügeln zum Hof und Hinterhaus (Löwen-Apotheke) | Meißner Straße 2 (Karte)                           | Bezeichnet mit 1735 | Schlichter Barockbau mit Erker, Türbogen mit Schlussstein und Kartusche, alte Apotheke, ortsgeschichtlich, städtebaulich und baugeschichtlich von Bedeutung. 1734 abgebrannt, barockes Portal mit Schlussstein (umkränzter Schild und Krone), moderner Ladeneinbau. | 09266564 |
| Direkt Bild zu diesem Denkmal hochladen | Wohnhaus in geschlossener Bebauung, mit Seitenflügel zum Hof | Meißner Straße 4 (Karte)                           | Bezeichnet mit 1734, später überformt | Mit Laden, schlichter Barockbau, Portal mit Löwe im Schlussstein, originale Ladenfront der Gründerzeit, städtebaulich und baugeschichtlich von Bedeutung. Löwe im Schlussstein, schlichtes barockes Portal. | 09266565 |
| Direkt Bild zu diesem Denkmal hochladen | Wohnhaus in geschlossener Bebauung | Meißner Straße 6 (Karte)                           | Bezeichnet mit 1734 | Schlichter Barockbau mit Mansarddach, Segmentbogenportal mit Pilz und Anker im Schlussstein, städtebaulich und baugeschichtlich von Bedeutung. Handwerkszeichen im Schlussstein, schlichtes barockes Portal. Hinterhaus durch Neubau ersetzt. | 09266566 |
| Direkt Bild zu diesem Denkmal hochladen | Mietshaus in geschlossener Bebauung | Meißner Straße 7 (Karte)                           | Um 1900 | Mit Ladenzone, Gründerzeitbau (Klinkerfassade) mit zwei straßenbildprägenden Erkern im ersten Obergeschoss, städtebaulich und baugeschichtlich von Bedeutung | 09266583 |
| Direkt Bild zu diesem Denkmal hochladen | Wohnhaus in geschlossener Bebauung, mit Seitenflügel im Hof | Meißner Straße 10 (Karte)                          | 18. Jahrhundert | Stattlicher Putzbau mit Tordurchfahrt, städtebaulich und baugeschichtlich von Bedeutung. Dreiecksgiebel betont Mittelachse, zwei Dachhäuser. | 09266568 |
| Direkt Bild zu diesem Denkmal hochladen | Wohnhaus (mit zwei Hausnummern) in geschlossener Bebauung und Hinterhaus | Meißner Straße 14, 16 (Karte)                      | Bezeichnet mit 1795 | Mit Ladenzone, stattlicher Putzbau mit steilem Satteldach, Hofseite Tür-Schlussstein mit Seiler-Zeichen, das Hinterhaus in Fachwerk, platzbildprägende Lage am Meißner Platz, städtebaulich und baugeschichtlich von Bedeutung. Schlussstein an der Hofseite bezeichnet mit 1795, Innenausmalung Freimaurer um 1920, Hinterhaus Fachwerk. | 09266569 |
| Direkt Bild zu diesem Denkmal hochladen | Wohnhaus in geschlossener Bebauung und Hinterhaus | Meißner Straße 15 (Karte)                          | Ende 19. Jahrhundert, möglicherweise im Kern älter | Mit Laden, ein Gründerzeitbau (mehrfarbige Klinkerfassade) mit aufwändiger Schaufensterfront, städtebaulich und baugeschichtlich von Bedeutung. Erdgeschosszone gegliedert durch Pilaster mit floralen Kapitellen. | 09266580 |
| Direkt Bild zu diesem Denkmal hochladen | Mietshaus in offener Bebauung und Dampfmaschinenanlage | Meißner Straße 22 (Karte)                          | Ende 19. Jahrhundert (Mietshaus); 1905/1910 (Dampfmaschine)                                                                                             | Ein typischer kleinstädtischer Gründerzeitbau mit aufwändig verzierter Fassade, baugeschichtlich von Bedeutung, Dampfmaschine technikgeschichtlich von Bedeutung. Karyatide, einfacher Bauschmuck, Eingang im hinteren Anbau. | 09266699 |
| Direkt Bild zu diesem Denkmal hochladen | Wohnhaus in geschlossener Bebauung | Meißner Straße 31 (Karte)                          | 2. Hälfte 19. Jahrhundert, im Kern älter | Schlichter Putzbau, weitgehender Originalzustand, städtebaulich und baugeschichtlich von Bedeutung, Fachwerk an der Rückfront | 09266700 |
| Direkt Bild zu diesem Denkmal hochladen | Wohnhaus und Scheune eines Zweiseithofes | Meißner Straße 43 (Karte)                          | Bezeichnet mit 1823 | Ländliches Wohnhaus mit Krüppelwalmdach, ortsentwicklungsgeschichtlich und baugeschichtlich von Bedeutung | 09266701 |
| Direkt Bild zu diesem Denkmal hochladen | Wohnhaus in offener Bebauung | Mittleres Korngäßchen 2 (Karte)                    | Um 1800 | Markanter Putzbau, städtebaulich und baugeschichtlich von Bedeutung | 09266550 |
| Direkt Bild zu diesem Denkmal hochladen | Wohnhaus in halboffener Bebauung, Hinterhaus und Gartenlaube | Neue Straße 2 (Karte)                              | 1. Hälfte 19. Jahrhundert | Markanter Putzbau, städtebaulich und baugeschichtlich von Bedeutung, Eckquaderung und Lisenengliederung | 09266622 |
| Direkt Bild zu diesem Denkmal hochladen | Wohnhaus in geschlossener Bebauung mit Seitenflügel zum Hof | Neue Straße 5 (Karte)                              | 2. Hälfte 19. Jahrhundert | Putzbau mit klassizistischem Türstock, städtebaulich und baugeschichtlich von Bedeutung, Dachhäuser | 09266617 |
| Direkt Bild zu diesem Denkmal hochladen | Wohnhaus in geschlossener Bebauung | Neue Straße 6 (Karte)                              | Bezeichnet mit 1827 | Gut gegliederter Putzbau, städtebaulich und baugeschichtlich von Bedeutung, Dachhäuser | 09266621 |
| Direkt Bild zu diesem Denkmal hochladen | Wohnhaus in geschlossener Bebauung | Neue Straße 11 (Karte)                             | 1. Hälfte 19. Jahrhundert, nachträglich bezeichnet mit 1734                                                                                             | Putzbau mit Korbbogenportal, städtebaulich und baugeschichtlich von Bedeutung | 09266616 |
| Direkt Bild zu diesem Denkmal hochladen | Wohnhaus in Ecklage mit Seitenflügel zum Hof | Neue Straße 28 (Karte)                             | 1. Hälfte 19. Jahrhundert | Fachwerkbau, städtebaulich und baugeschichtlich von Bedeutung. Obergeschoss Fachwerk, massiv untersetzt, in Ecklage zum Mittleren Neugäßchen. | 09266611 |
| Direkt Bild zu diesem Denkmal hochladen | Wohnhaus in geschlossener Bebauung | Neue Straße 29 (Karte)                             | 1. Hälfte 19. Jahrhundert | Putzbau mit Segmentbogenportal, städtebaulich und baugeschichtlich von Bedeutung, mit verputztem Fachwerkobergeschoss (?) | 09301138 |
| Direkt Bild zu diesem Denkmal hochladen | Wohnhaus in geschlossener Bebauung mit Seitenflügel zum Hof | Neue Straße 30 (Karte)                             | 2. Hälfte 19. Jahrhundert | Schlichter Putzbau mit klassizistischem Türstock, städtebaulich und baugeschichtlich von Bedeutung | 09266610 |
| Direkt Bild zu diesem Denkmal hochladen | Wohnhaus (Nr. 8) in geschlossener Bebauung mit Hinterhaus (Nr. 8a) | Nossener Straße 8, 8a (Karte)                      | Bezeichnet mit 1800 | Einfacher Putzbau mit Segmentbogenportal, städtebaulich und baugeschichtlich von Bedeutung | 09266573 |
|                                         | Wohnhaus in geschlossener Bebauung | Nossener Straße 9 (Karte)                          | Bezeichnet mit 1827 | Schlichter Putzbau mit Mansarddach und bezeichnetem Türstock, städtebaulich und baugeschichtlich von Bedeutung | 09266655 |
| Direkt Bild zu diesem Denkmal hochladen | Wohnhaus in geschlossener Bebauung | Nossener Straße 10 (Karte)                         | 1. Hälfte 19. Jahrhundert, später überformt | Mit Laden, einfacher Putzbau, städtebaulich und baugeschichtlich von Bedeutung. Dachhäuser, profiliertes Fenstergewände. | 09266574 |
|                                         | Wohnhaus in geschlossener Bebauung | Nossener Straße 11 (Karte)                         | Bezeichnet mit 1827 | Mit Ladeneinbau, stattlicher sechsachsiger Putzbau mit Mansardwalmdach, hervorgehobenes Portal in biedermeierlicher Fassade, städtebaulich und baugeschichtlich von Bedeutung | 09266654 |
| Direkt Bild zu diesem Denkmal hochladen | Wohnhaus in geschlossener Bebauung | Nossener Straße 14 (Karte)                         | 2. Hälfte 19. Jahrhundert | Markante Putzfassade von klassizistischer Prägung, städtebaulich und baugeschichtlich von Bedeutung. Tordurchfahrt, betonte Mittelachse, Dreiecksgiebel, zwei Dachhäuser, mit modernem Ladeneinbau. | 09266575 |
| Direkt Bild zu diesem Denkmal hochladen | Wohnhaus in geschlossener Bebauung | Nossener Straße 16 (Karte)                         | 2. Hälfte 19. Jahrhundert, im Kern älter | Schlichter Putzbau, städtebaulich und baugeschichtlich von Bedeutung, profilierte Fenstergewände | 09266576 |
| Direkt Bild zu diesem Denkmal hochladen | Wohnhaus in geschlossener Bebauung mit hinterem Anbau | Nossener Straße 19 (Karte)                         | Bezeichnet mit 1827 | Einfacher Putzbau mit Mansarddach und Segmentbogenportal, städtebaulich und baugeschichtlich von Bedeutung. Überwiegend original erhalten (1992): Fenster, Tür, Mansardwalmdach. | 09266652 |
| Direkt Bild zu diesem Denkmal hochladen | Wohnhaus in geschlossener Bebauung mit Seitenflügel zum Hof | Nossener Straße 24 (Karte)                         | 2. Hälfte 19. Jahrhundert, vermutlich älterer Kern | Stattliches dreigeschossiges Gebäude mit markanter Putzfassade, städtebaulich und baugeschichtlich von Bedeutung | 09266657 |
| Direkt Bild zu diesem Denkmal hochladen | Wohnhaus in geschlossener Bebauung mit Hinterhaus | Nossener Straße 25 (Karte)                         | Bezeichnet mit 1827 | Einfacher Putzbau mit Mansardwalmdach und Segmentbogenportal, hofseitig Obergeschoss Fachwerk, städtebaulich und baugeschichtlich von Bedeutung. Hauptfassade verputzt, Rückseite Fachwerk. | 09266651 |
| Direkt Bild zu diesem Denkmal hochladen | Wohnhaus in halboffener Bebauung | Nossener Straße 29 (Karte)                         | 1. Hälfte 19. Jahrhundert | Einfacher Putzbau mit Mansardwalmdach und Segmentbogenportal, hofseitig Obergeschoss Fachwerk, städtebaulich und baugeschichtlich von Bedeutung. Rückseite Fachwerk, Hauptfassade verputzt, mit modernem Ladeneinbau. | 09266649 |
| Direkt Bild zu diesem Denkmal hochladen | Wohnhaus in geschlossener Bebauung mit Hinterhaus | Nossener Straße 30 (Karte)                         | Bezeichnet mit 1854, vermutlich älterer Kern | Putzfassade von klassizistischer Wirkung, städtebaulich und baugeschichtlich von Bedeutung, Mezzaningeschoss | 09266658 |
| Direkt Bild zu diesem Denkmal hochladen | Wohnhaus in offener Bebauung, mit Einfriedung | Nossener Straße 33 (Karte)                         | Bezeichnet mit 1827, später überformt | Ländliches Wohnhaus mit Krüppelwalmdach und Segmentbogenportal, zum Teil in Fachwerkbauweise, ortsentwicklungsgeschichtlich und baugeschichtlich von Bedeutung. Das kleine Wohnhaus zeigt im Türgewände die Jahreszahl 1827 als Erbauungsdatum. Möglicherweise bezieht sich diese auf einen Umbau und das Gebäude ist sogar noch etwas älter. Allerdings verweist das markante Segmentbogenportal aus Sandstein wiederum auf eine Entstehung in der Zeit um 1800. Bei dem zweigeschossigen Bauwerk mit Krüppelwalmdach handelt es sich um ein typisches kleinstädtisches/ländliches Haus seiner Zeit das sich weitestgehend im Ursprungszustand erhalten hat, was seine baugeschichtliche Bedeutung begründet. An der Rückseite ist zu erkennen, dass sich das Fachwerk einst über beide Etagen erstreckte. Die beiden Giebel und das Erdgeschoss der zur Straße zeigenden Seite sind massiv. Die Fensteröffnungen im Erdgeschoss werden von Sandsteingewänden gerahmt. Fachwerk im Erdgeschoss ist nicht mehr so häufig zu finden, demzufolge besitzt das hier zu beurteilenden Objekt auch Seltenheitswert. Aus der baugeschichtlichen Bedeutung und dem Seltenheitswert ergibt sich das öffentliche Interesse an seinem Erhalt. Unabhängig davon muss aber darauf verwiesen werden, dass der Zustand des gut 200 Jahre alte Baus nicht schlimm, aber bedenklich ist. | 09266648 |
| Direkt Bild zu diesem Denkmal hochladen | Mietvilla mit Einfriedung | Nossener Straße 38 (Karte)                         | Um 1890 | Typischer Gründerzeitbau, städtebaulich und baugeschichtlich von Bedeutung. Mansardwalmdach, moderner Balkon. | 09266641 |
| Direkt Bild zu diesem Denkmal hochladen | Villa (mit rückwärtigem Anbau) und Stützmauer | Nossener Straße 41 (Karte)                         | Um 1900 | Ein Gründerzeitbau mit Anklängen an den Schweizer Stil, städtebaulich und baugeschichtlich von Bedeutung. Schweizer Stil um 1880 (siehe alte Denkmalliste). Einfriedung 2007 nicht mehr vorhanden. | 09266640 |
| Direkt Bild zu diesem Denkmal hochladen | Mietshaus in offener Bebauung mit Einfriedung | Nossener Straße 46 (Karte)                         | Ende 19. Jahrhundert | Typischer kleinstädtischer Gründerzeitbau mit Holzveranda, städtebaulich und baugeschichtlich von Bedeutung, Eingang im holzverschalten Vorbau | 09266643 |
| Direkt Bild zu diesem Denkmal hochladen | Wohnstallhaus eines Bauernhofes | Nossener Straße 49 (Karte)                         | Bezeichnet mit 1867 | Putzbau mit klassizistischem Türstock, ortsentwicklungsgeschichtlich und baugeschichtlich von Bedeutung, Datierung auf dem Türsturz | 09266644 |
| Direkt Bild zu diesem Denkmal hochladen | Villa mit Einfriedung und rückwärtigem Kleinbetrieb | Nossener Straße 53 (Karte)                         | Um 1900 | Typisches Gründerzeitgebäude, städtebaulich und baugeschichtlich von Bedeutung, teilweise verändert, vor allem an der Rückseite | 09266645 |
| Direkt Bild zu diesem Denkmal hochladen | Eisenbahnbrücke über den Keppritzbach | Promenadenweg (Karte)                              | 1876–1877 | Bogenbrücke in Bruchsteinmauerwerk der Bahnstrecke Riesa–Nossen (6613, sä.RN), baugeschichtlich und verkehrsgeschichtlich von Bedeutung. Natursteinbogenbrücke, Polygonalmauerwerk. | 09304216 |
| Direkt Bild zu diesem Denkmal hochladen | Villa mit Gartenhaus | Raubaer Straße 2 (Karte)                           | Um 1910 | Gebäude im Reformstil der Zeit um 1910, mit Fachwerkelementen, baugeschichtlich von Bedeutung. Holzbalkone, Betonung der Mittelachse durch einen Rundgiebel. | 09266706 |
| Direkt Bild zu diesem Denkmal hochladen | Wohnhaus, Auszüglerhaus (Wohnstallhaus) und Scheune eines Bauernhofes | Raubaer Straße 4 (Karte)                           | Bezeichnet mit 1908 | Zum Teil in Fachwerkbauweise, ortsentwicklungsgeschichtlich und baugeschichtlich von Bedeutung. Fachwerk im Giebel des Wohnstallhause und am Wohnhaus. | 09266705 |
| Direkt Bild zu diesem Denkmal hochladen | Villa | Raubaer Straße 6 (Karte)                           | Bezeichnet mit 1920 | Heute als Kindergarten genutzt, für kleinstädtische Verhältnisse bedeutsames Beispiel der gestalterisch versachlichten und dennoch anspruchsvollen Villenarchitektur aus dem ersten Viertel des 20. Jahrhunderts, baugeschichtlich von Bedeutung. Die Hallendiele der Villa zeigt einen markanten Wandofen mit Ziergitter (bezeichnet mit 1920), Türen mit originalen Drückergarnituren, Schmuckfelder über den Türöffnungen, teilweise belebt von Ornamentik, Holzgeländer am Treppenaufgang und eine auffällige Zierbalkendecke. In den anschließenden Wohnräumen des Erdgeschosses finden sich zeittypischer expressionistischer Deckenstuck und eine Kassettendecke. Abgesehen davon hat sich noch eine Wohnungseingangstür mit Farbglas erhalten. Ehemals denkmalgeschützte Remise zwischen 2009 und 2014 abgerissen. | 09266704 |
| Direkt Bild zu diesem Denkmal hochladen | Frauenfigur an der straßenseitigen Fassade eines Wohnhauses | Robert-Volkmann-Allee 1 (Karte)                    | Ende 19. Jahrhundert | Markante Bauplastik, kulturhistorisch von Bedeutung. Weibliche Skulptur mit den Attributen Kugel, Fackel und Eule, nach Katalog bestellter Abguss, demnach mit Seltenheitswert. | 09266631 |
|                                         | Postgebäude | Robert-Volkmann-Allee 5 (Karte)                    | 1907–1908 laut Bauakte | Repräsentativer Gründerzeitbau mit Klinkerfassade, Loggia, Balkon und Fachwerkgiebel, künstlerisch, städtebaulich, ortshistorisch und baugeschichtlich von Bedeutung. Fachwerk im Giebel und unter dem Dachgesims. | 09266632 |
| Direkt Bild zu diesem Denkmal hochladen | Ehemalige Schule (heute Kinderhort) | Robert-Volkmann-Allee 19 (Karte)                   | Bezeichnet mit 1876 | Ein früher Gründerzeitbau, ortsgeschichtlich und baugeschichtlich von Bedeutung | 09301140 |
| Direkt Bild zu diesem Denkmal hochladen | Mietshaus in halboffener Bebauung | Sachsenplatz 1 (Karte)                             | Ende 19. Jahrhundert | Typischer kleinstädtischer Gründerzeitbau, städtebaulich und baugeschichtlich von Bedeutung | 09266675 |
|                                         | Gasthaus mit seitlichem Anbau und Saalbau (Schützenhaus) | Sachsenplatz 3 (Karte)                             | Bezeichnet mit 1839, Anbau (Nebengebäude); 1894 (Gasthaus); bezeichnet mit 1899 (Saal)                                                                  | Repräsentativer Gründerzeitbau älterem seitlichem Anbau, ortsgeschichtlich, städtebaulich und baugeschichtlich von Bedeutung. Rechtwinkliger Grundriss, stilisierter Schweifgiebel (Neorenaissancegiebel?) und Balkon über dem Haupteingang, Schützenhaus 1756 schon erwähnt. Das Gasthaus und der Saal wurden 1894 durch Baumeister Arnold 1899 errichtet. | 09266674 |
| Direkt Bild zu diesem Denkmal hochladen | Mietshaus in halboffener Bebauung und Ecklage | Sachsenplatz 4 (Karte)                             | Ende 19. Jahrhundert | Typischer kleinstädtischer Gründerzeitbau mit Eckbetonung, städtebaulich und baugeschichtlich von Bedeutung, als Eckbau konzipiert | 09266673 |
| Direkt Bild zu diesem Denkmal hochladen | Mietshaus in geschlossener Bebauung | Sachsenplatz 10 (Karte)                            | Ende 19. Jahrhundert | Typischer kleinstädtischer Gründerzeitbau, städtebaulich und baugeschichtlich von Bedeutung | 09266669 |
| Direkt Bild zu diesem Denkmal hochladen | Mietshaus in halboffener Bebauung und Ecklage | Sachsenplatz 11 (Karte)                            | Ende 19. Jahrhundert | Typischer kleinstädtischer Gründerzeitbau mit Eckbetonung, städtebaulich und baugeschichtlich von Bedeutung. Als Eckbau konzipiert, Betonung der Ecke durch einen neobarocken Zwiebelturm. | 09266668 |
| Direkt Bild zu diesem Denkmal hochladen | Schule und Torpfeiler der Einfriedung | Schulgäßchen (Karte)                               | Bezeichnet mit 1897 | Typischer gründerzeitlicher Schulbau mit hervorgehobenem Mittelteil, ortsgeschichtlich von Bedeutung. Nutung im Erdgeschoss, Putzritzungen, Dreiecksgiebel zur Betonung, zurückhaltende Ornamentik. | 09266696 |
| Direkt Bild zu diesem Denkmal hochladen | Ehemalige Schmiede und Wagenbauwerkstatt im Hof des Grundstücks | Schützenstraße 1 (Karte)                           | Ende 19. Jahrhundert | Wirtschaftsgeschichtlich und ortsgeschichtlich von Bedeutung | 09266618 |
| Direkt Bild zu diesem Denkmal hochladen | Wohnhaus in geschlossener Bebauung mit Seitenflügel zum Hof | Schützenstraße 7 (Karte)                           | Bezeichnet mit 1827 | Ein Fachwerkbau, städtebaulich und baugeschichtlich von Bedeutung | 09266601 |
| Direkt Bild zu diesem Denkmal hochladen | Mietshaus in geschlossener Bebauung und Ecklage | Schützenstraße 13 (Karte)                          | Ende 19. Jahrhundert | Typischer kleinstädtischer Gründerzeitbau mit Eckbetonung, städtebaulich und baugeschichtlich von Bedeutung. Als Eckbau ausgeführt, ausgebautes zweites Obergeschoss mit Kegeldach, Fensterprofilierungen und Lisenengliederung. | 09266602 |
| Direkt Bild zu diesem Denkmal hochladen | Mietshaus in geschlossener Bebauung | Schützenstraße 15 (Karte)                          | Ende 19. Jahrhundert | Typischer kleinstädtischer Gründerzeitbau, städtebaulich und baugeschichtlich von Bedeutung. Erdgeschoss genutet, ehemals mit Ladeneinbau, Fensterprofilierungen, Ecklisenen, Betonung der Mittelachse durch einen Dreiecksgiebel. | 09266603 |
| Direkt Bild zu diesem Denkmal hochladen | Mietshaus in geschlossener Bebauung | Schützenstraße 17 (Karte)                          | Ende 19. Jahrhundert | Typischer kleinstädtischer Gründerzeitbau, städtebaulich und baugeschichtlich von Bedeutung. Mit Ladeneinbau, Betonung der Mittelachse durch einen Dreiecksgiebel, Fensterprofilierungen. | 09266604 |
| Direkt Bild zu diesem Denkmal hochladen | Mietshaus in geschlossener Bebauung mit Hinterhaus | Schützenstraße 20 (Karte)                          | Ende 19. Jahrhundert | Typischer kleinstädtischer Gründerzeitbau, städtebaulich und baugeschichtlich von Bedeutung | 09266665 |
| Direkt Bild zu diesem Denkmal hochladen | Mietshaus in geschlossener Bebauung | Schützenstraße 21 (Karte)                          | Ende 19. Jahrhundert | Typischer kleinstädtischer Gründerzeitbau, städtebaulich und baugeschichtlich von Bedeutung. Betonung der Mittelachse durch einen Dreiecksgiebel, Lisenengliederung, Fensterprofilierungen. | 09266623 |
| Direkt Bild zu diesem Denkmal hochladen | Mietshaus in geschlossener Bebauung | Schützenstraße 23 (Karte)                          | Ende 19. Jahrhundert | Typischer kleinstädtischer Gründerzeitbau, städtebaulich und baugeschichtlich von Bedeutung. Betonung der Mittelachse durch einen Dreiecksgiebel, Eckquaderung, Nutung im Erdgeschoss, reicher Bauschmuck. | 09266624 |
| Direkt Bild zu diesem Denkmal hochladen | Mietshaus in geschlossener Bebauung mit Hinterhaus | Schützenstraße 24 (Karte)                          | Ende 19. Jahrhundert | Typischer kleinstädtischer Gründerzeitbau, städtebaulich und baugeschichtlich von Bedeutung | 09266666 |
| Direkt Bild zu diesem Denkmal hochladen | Mietshaus in halboffener Bebauung | Schützenstraße 25 (Karte)                          | Ende 19. Jahrhundert | Reich gegliederter, kleinstädtischer Gründerzeitbau, städtebaulich und baugeschichtlich von Bedeutung. Dachhäuser, Eckquaderung, reicher Bauschmuck. | 09266625 |
| Direkt Bild zu diesem Denkmal hochladen | Mietshaus in geschlossener Bebauung mit Hinterhaus | Schützenstraße 28 (Karte)                          | Ende 19. Jahrhundert | Typischer kleinstädtischer Gründerzeitbau, städtebaulich und baugeschichtlich von Bedeutung | 09266667 |
| Direkt Bild zu diesem Denkmal hochladen | Wohnhaus in geschlossener Bebauung mit Hinterhaus | Stiftstraße 1 (Karte)                              | 1. Hälfte 19. Jahrhundert | Reich gegliederter Putzbau mit Segmentbogenportal, städtebaulich und baugeschichtlich von Bedeutung. Fensterprofilierungen, Eckquaderung, Lisenen. | 09266600 |
| Direkt Bild zu diesem Denkmal hochladen | Wohnhaus in geschlossener Bebauung mit Hinterhaus | Stiftstraße 2 (Karte)                              | Bezeichnet mit 1825 | Putzbau mit Segmentbogenportal, städtebaulich und baugeschichtlich von Bedeutung. Fensterprofilierungen, Ecklisenen, teilweise mit Scheinquadern. | 09266599 |
| Direkt Bild zu diesem Denkmal hochladen | Mietshaus in offener Bebauung, mit Einfriedungsmauer | Zöthainer Straße 57 (Karte)                        | Ende 19. Jahrhundert | Typischer kleinstädtischer Gründerzeitbau, städtebaulich und baugeschichtlich von Bedeutung. 1992 unter Zöthainer Straße 57 erfasst (identisch mit Nossener Straße 57). | 09266647 |

## Albertitz
| Bild                                    | Bezeichnung                                                                           | Lage                | Datierung             | Beschreibung | ID       |
| --------------------------------------- | ------------------------------------------------------------------------------------- | ------------------- | --------------------- | --- | -------- |
| Direkt Bild zu diesem Denkmal hochladen | Wegestein                                                                             | Albertitz (Karte)   | 19. Jahrhundert       | Verkehrsgeschichtlich von Bedeutung | 09268416 |
| Direkt Bild zu diesem Denkmal hochladen | Wohnhaus, Seitengebäude, Scheune und Stallgebäude (mit Kumthalle) eines Vierseithofes | Albertitz 3 (Karte) | Mitte 19. Jahrhundert | Verputzte Massivbauten, Wohnhaus mit Anklängen an den neogotischen Stil, seltene dreibogige Kumthalle und Drillingsfenster (Palladio-Motiv) im Giebel des Mittelrisalits am Stallgebäude, geschlossen erhaltene Hofanlage, baugeschichtlich und wirtschaftsgeschichtlich von Bedeutung. Wohnhaus mit Säulenhalle im Innern, Kumthalle mit Dreiecksgiebel, Fledermausgaupen. | 09268393 |

## Altlommatzsch
| Bild                                    | Bezeichnung | Lage                      | Datierung                                                                                  | Beschreibung | ID       |
| --------------------------------------- | --- | ------------------------- | ------------------------------------------------------------------------------------------ | --- | -------- |
| Direkt Bild zu diesem Denkmal hochladen | Wohnstallhaus, Seitengebäude und Toreinfahrt eines Vierseithofes                                                                             | Altlommatzsch 1 (Karte)   | Bezeichnet mit 1813                                                                        | Wohnstallhaus Obergeschoss Fachwerk verputzt, großes und repräsentatives bäuerliches Anwesen, Zeugnis ländlicher Architektur und Volksbauweise, vor allem baugeschichtlich bedeutend. Wohnstallhaus im Obergeschoss teilweise verbrettert, Torpfeiler mit Kugeln bekrönt, bezeichnet im Schlussstein über der Eingangspforte. Stallgebäude am Wohnstallhaus größtenteils abgebrochen (mit Flachdach abgedeckt heute 2011). | 09266719 |
| Direkt Bild zu diesem Denkmal hochladen | Wohnstallhaus (über hakenförmigem Grundriss, ohne Anbau Nr. 2a), zwei Seitengebäude und Scheune eines Vierseithofes                          | Altlommatzsch 2 (Karte)   | Bezeichnet mit 1805 und bezeichnet mit 1806 (Wohnstallhaus); bezeichnet mit 1912 (Scheune) | Großes und repräsentatives bäuerliches Anwesen, zum Teil in Fachwerkbauweise, Zeugnis ländlicher Architektur und Volksbauweise, vor allem baugeschichtlich bedeutend. Seitengebäude und Anbau am Wohnstallhaus Fachwerk, massiv untersetzt. | 09266720 |
| Direkt Bild zu diesem Denkmal hochladen | Wohnstallhaus, Seitengebäude (Auszüglerhaus), Scheune und daran angebautes Stallgebäude eines Vierseithofes                                  | Altlommatzsch 4 (Karte)   | 1. Hälfte 19. Jahrhundert (Wohnstallhaus); bezeichnet mit 1921 (Scheune)                   | Großes und repräsentatives bäuerliches Anwesen, zum Teil in Fachwerkbauweise, Zeugnis ländlicher Architektur und Volksbauweise, vor allem baugeschichtlich bedeutend. Wohnstallhaus mit Arkaden, Steinbank vor Auszüglerhaus, Auszüglerhaus und Stall, Fachwerk, massiv untersetzt. | 09266725 |
| Direkt Bild zu diesem Denkmal hochladen | Wohnstallhaus (über hakenförmigem Grundriss) und Scheune eines Bauernhofes                                                                   | Altlommatzsch 10a (Karte) | Bezeichnet mit 1840                                                                        | Wohngebäude mit Fachwerk im Obergeschoss, Fachwerk-Scheune, am ursprünglichsten erhaltenes ländliches Anwesen von Altlommatzsch, bildet mit Nummer 13 markantes Ensemble am Ortseingang, authentisches Zeugnis ländlicher Architektur und Volksbauweise seiner Zeit, baugeschichtlich und wirtschaftsgeschichtlich bedeutend und aus lokaler Sicht singulär. Wohnstallhaus über L-förmigem (winkelförmigem) Grundriss, Fachwerk im Obergeschoss, massiv untersetzt, Steildach, Scheune ebenfalls Fachwerk, ersteres an straßenseitigem Eingang bezeichnet mit 1840 (1810 wohl eher nicht). | 09266723 |
| Direkt Bild zu diesem Denkmal hochladen | Wohnstallhaus mit angebautem Seitengebäude, weiteres Seitengebäude (möglicherweise Auszugshaus), Scheune und Toreinfahrt eines Vierseithofes | Altlommatzsch 13 (Karte)  | Bezeichnet mit 1886                                                                        | Geschlossen erhaltene Hofanlage, verputzte Massivbauten, großes und repräsentatives bäuerliches Anwesen, Zeugnis ländlicher Architektur und Volksbauweise, vor allem baugeschichtlich bedeutend. Wohnstallhaus bezeichnet mit 1886 auf dem Türsturz, angebracht über einem Fenster, mit markantem Mezzaningeschoss, Toreinfahrt mit Pfeilern. | 09266724 |

## Birmenitz
| Bild                                    | Bezeichnung                                                              | Lage                        | Datierung                                                    | Beschreibung | ID       |
| --------------------------------------- | ------------------------------------------------------------------------ | --------------------------- | ------------------------------------------------------------ | --- | -------- |
| Direkt Bild zu diesem Denkmal hochladen | Wegestein                                                                | Birmenitz (Karte)           | 19. Jahrhundert                                              | Verkehrsgeschichtlich von Bedeutung | 09268009 |
| Weitere Bilder                          | Gasthaus Zur Eiche                                                       | Birmenitz 5 (Karte)         | Bezeichnet mit 1828                                          | Obergeschoss Fachwerk, Segmentbogenportal, baugeschichtlich und ortsgeschichtlich von Bedeutung | 09268006 |
| Direkt Bild zu diesem Denkmal hochladen | Häuslerhaus mit Stallanbau                                               | Birmenitz 6 (neben) (Karte) | 1. Hälfte 19. Jahrhundert                                    | Obergeschoss Fachwerk, sozialgeschichtlich von Bedeutung, vermutlich Hausnummer 4 | 09268010 |
|                                         | Scheune eines Bauernhofes                                                | Birmenitz 7 (Karte)         | Um 1800                                                      | Fachwerk-Scheune, baugeschichtlich und wirtschaftsgeschichtlich von Bedeutung | 09268003 |
| Direkt Bild zu diesem Denkmal hochladen | Häuslerhaus                                                              | Birmenitz 8 (Karte)         | 1. Hälfte 19. Jahrhundert                                    | Obergeschoss Fachwerk, sozialgeschichtlich von Bedeutung | 09268011 |
| Direkt Bild zu diesem Denkmal hochladen | Wohnstallhaus, Seitengebäude, Scheune und Torpfeiler eines Dreiseithofes | Birmenitz 10 (Karte)        | Um 1700 (Wohnstallhaus); 2. Hälfte 19. Jahrhundert (Scheune) | Wohnstallhaus Obergeschoss Fachwerk (mit K-Streben und Wilder-Mann-Figur, seltene Fachwerk-Konstruktion), geschlossen erhaltener, sehr markanter Bauernhof, baugeschichtlich und wirtschaftsgeschichtlich von Bedeutung. Wirtschaftsgebäude mit Verbretterung im Obergeschoss. Wohnhaus vorbildlich saniert (2011 festgestellt). | 09268008 |
|                                         | Wohnstallhaus, Scheune und Seitengebäude eines Dreiseithofes             | Birmenitz 19 (Karte)        | 1. Hälfte 19. Jahrhundert                                    | Geschlossen erhaltener Bauernhof in Fachwerkbauweise, sehr schöner, reizvoller Hof, baugeschichtlich und wirtschaftsgeschichtlich von Bedeutung. Fachwerk, massiv untersetzt, originale Fenster, hölzerne Fenstergewände, desolater Zustand.                                                                                     | 09268004 |
|                                         | Wohnhaus                                                                 | Birmenitz 22 (Karte)        | 19. Jahrhundert                                              | Obergeschoss Fachwerk, baugeschichtlich von Bedeutung, wichtig für das Ortsbild. Fachwerk im Obergeschoss sicher zu großen Teilen erneuert (2011 festgestellt). Benachbarte Nummer 21 kein Denkmal, Gruppe beider Häuser jedoch wichtig für Ortsbild.                                                                            | 09269835 |

## Churschütz
| Bild                                    | Bezeichnung  | Lage               | Datierung       | Beschreibung                                                                               | ID       |
| --------------------------------------- | ------------ | ------------------ | --------------- | ------------------------------------------------------------------------------------------ | -------- |
| Direkt Bild zu diesem Denkmal hochladen | Spritzenhaus | Churschütz (Karte) | 19. Jahrhundert | Schlichter Putzbau, verbretterter Giebel, ortsgeschichtlich von Bedeutung, Krüppelwalmdach | 09268001 |

## Daubnitz
| Bild                                    | Bezeichnung                                                                                            | Lage                | Datierung                                                          | Beschreibung | ID       |
| --------------------------------------- | --- | ------------------- | ------------------------------------------------------------------ | --- | -------- |
| Direkt Bild zu diesem Denkmal hochladen | Wassermühle, Seitengebäude und Torbogen eines Mühlenanwesens (Buschmannmühle?)                         | Daubnitz 1 (Karte)  | Bezeichnet mit 1802 (Mühle); bezeichnet mit 1715 (Torbogen)        | Mühle Obergeschoss Fachwerk (zum Teil verputzt) und mit schönem Korbbogenportal, baugeschichtlich und ortsgeschichtlich von Bedeutung. Mühlengebäude Fachwerk massiv untersetzt, Krüppelwalmdach, Segmentbogentür mit Sandsteingewände (zur Straße) bezeichnet mit 1802, Eingang zum Obergeschoss Überbrückung des Grabens mit Sandsteintreppe. Im historischen Ortsatlas wird ein Ernst Birke als Mühlenbesitzer genannt. | 09268219 |
| Direkt Bild zu diesem Denkmal hochladen | Wohnstallhaus eines ehemaligen Vierseithofes                                                           | Daubnitz 11 (Karte) | Bezeichnet mit 1831                                                | Obergeschoss Fachwerk, baugeschichtlich von Bedeutung. Satteldach bzw. einseitiges Krüppelwalmdach, desolater Zustand. | 09268215 |
| Direkt Bild zu diesem Denkmal hochladen | Wohnhaus                                                                                               | Daubnitz 15 (Karte) | Bezeichnet mit 1828                                                | Obergeschoss Fachwerk, zeit- und landschaftstypisches ländliches Wohnhaus, baugeschichtlich von Bedeutung | 09268217 |
| Direkt Bild zu diesem Denkmal hochladen | Wohnstallhaus, zwei Scheunen und Seitengebäude (Stallgebäude mit Auszüglerwohnung) eines Vierseithofes | Daubnitz 21 (Karte) | Bezeichnet mit 1780 (Wohnstallhaus); 19. Jahrhundert (Auszugshaus) | Wohnstallhaus Obergeschoss Fachwerk, weitgehend geschlossen erhaltener Bauernhof in charakteristischer Gestaltung für die Lommatzscher Pflege, baugeschichtlich und wirtschaftsgeschichtlich von Bedeutung | 09268216 |
| Direkt Bild zu diesem Denkmal hochladen | Wohnstallhaus und Seitengebäude eines ehemaligen Dreiseithofes, mit Torpfeilern der Hofzufahrt         | Daubnitz 26 (Karte) | Bezeichnet mit 1826                                                | Beide Gebäude Obergeschoss Fachwerk, zeit- und landschaftstypische Gestaltung, baugeschichtlich von Bedeutung | 09268218 |

## Dörschnitz
| Bild                                    | Bezeichnung | Lage                        | Datierung                                                                      | Beschreibung | ID       |
| --------------------------------------- | --- | --------------------------- | ------------------------------------------------------------------------------ | --- | -------- |
| Direkt Bild zu diesem Denkmal hochladen | St. Petruskirche (einschließlich Ausstattung) mit Kirchhof, Einfriedungsmauer und Torpfeilern, auf dem Kirchhof Grabmale (Grabanlage Familie Heinze, Grabmal Roßberg) und Denkmal für die Gefallenen des Ersten Weltkrieges | Mittelweg (Karte)           | 1896, Turm älter (Kirche); nach 1918 (Kriegerdenkmal)                          | Historistischer Saalbau des 19. Jahrhunderts mit älterem Westturm, der Neubau durch Architekt Julius Zeißig, Leipzig, baugeschichtlich, ortsgeschichtlich und ortsbildprägend von Bedeutung. - Evangelische Pfarrkirche (Dehio Sachsen I, 1996): Italianisierender Saalbau, 1896 von Julius Zeißig errichtet, Westturm vom Vorgängerbau, 1734. Putzbau mit eingezogenem niedrigem Chor, südlichem Sakristei- und nördlichem Vorhallenanbau. Die Fassaden des Schiffs zweizonig gegliedert, mit je einem großen oberen Rundbogenfenster und einem kleinen Biforium je Fensterachse. Die Fensterbögen durch Putzquaderungen betont. Das Hauptdach mittelsteil, mit Überstand, die Anbauten mit flachen Schopfwalmen, der Turm mit hoher geschweifter Haube über Rechteckgrundriss, verschiefert. Der Saal mit Flachdecke und dreiseitiger Holzempore auf Gusseisensäulen, der Altarraum von Quertonne überwölbt. - auf dem Kirchhof Grabmale 19. Jahrhundert unter anderem Grabmal der Familie Heinze (um 1890) | 09268398 |
| Direkt Bild zu diesem Denkmal hochladen | Pfarrhaus | Mittelweg 5 (Karte)         | Bezeichnet mit 1823                                                            | Schlichter Putzbau mit schönem Sandsteinportal, baugeschichtlich und ortsgeschichtlich von Bedeutung. Massiver Bau, Krüppelwalmdach, zwei Sandsteinportale (eines bezeichnet mit 1823, das andere rückwärtig), zwei alte Holztüren, Kacheln mit Schmuckelementen im Hausflur, Sandsteintreppe. Auf dem Grundstück weiteres Gebäude, seit dem 1. Januar 2012 mit der Anschrift Obere Dorfstraße 8, kein Denkmal. | 09268399 |
| Direkt Bild zu diesem Denkmal hochladen | Einige alte Grabmale und eine Gedenkstätte für die Opfer des Faschismus auf dem Friedhof | Obere Dorfstraße (Karte)    | Ende 19. Jahrhundert/Anfang 20. Jahrhundert (Grabmale); 1946–1947 (Denkmal)    | Letztere Begräbnisort von KZ-Häftlingen, ortshistorisch und geschichtlich von Bedeutung. OdF-Ehrenfriedhof, Friedhof, Sonderabteilung. Material: Porphyr, Höhe im Mittelteil ca. 380 cm. In einem großen Gemeinschaftsgrab ruhen 36 Häftlinge eines KZ, die nach dem Durchzug einer Evakuierungskolonne auf den Feldern in der Umgebung ermordet aufgefunden wurden. Aus einzelnen Kennzeichnungen ging hervor, dass es sich u. a. um Franzosen, Polen und einige Sowjetbürger handeln muss. Auf dem Grabfeld 36 Grabsteine in Form des Winkels des politischen Häftlings. Hinter dem Grabfeld auf schmalem dreistufigen Sockel, im oberen Teil ehrende Inschrift, darüber Gedenkmauer, in der Mitte herausragend Winkel des politischen Häftlings, versehen mit ehrendem Text. | 09268413 |
| Direkt Bild zu diesem Denkmal hochladen | Landarbeiterhaus | Obere Dorfstraße 1 (Karte)  | 1. Hälfte 19. Jahrhundert                                                      | Eingeschossiger massiver Putzbau, sozialgeschichtlich von Bedeutung | 09268400 |
| Direkt Bild zu diesem Denkmal hochladen | Wohnstallhaus eines Vierseithofes sowie Torpfeiler der Hofzufahrt | Obere Dorfstraße 16 (Karte) | 1. Hälfte 19. Jahrhundert (Seitengebäude); bezeichnet mit 1897 (Wohnstallhaus) | Wohnstallhaus massiver Putzbau mit Zwillingsfenster im Giebel und klassizistischem Türstock, baugeschichtlich von Bedeutung. Ehemals denkmalgeschütztes südliches Seitengebäude zwischen 2017 und 2018 abgerissen. Weitgehend original erhaltenes Hofgebäude, Obergeschoss Fachwerk massiv untersetzt, originale Fenster, Satteldach (mit Blech gedeckt), Stalleinbau original erhalten. | 09268401 |

## Ickowitz
| Bild                                    | Bezeichnung | Lage                   | Datierung              | Beschreibung | ID       |
| --------------------------------------- | --- | ---------------------- | ---------------------- | --- | -------- |
| Direkt Bild zu diesem Denkmal hochladen | Herrenhaus (Nr. 1), Scheune mit im Winkel angebautem Wirtschaftsgebäude und Wohnteil (Nr. 1a) und Stallgebäude mit im Winkel angebautem Wirtschaftsgebäude und Wohnteil des Vorwerks | Ickowitz 1, 1a (Karte) | Um 1900, im Kern älter | Herrenhaus Putzbau mit Freitreppe und Glockentürmchen, baugeschichtlich und ortsgeschichtlich von Bedeutung. Herrenhaus: T-Kreuzfenster mit Sandsteingewände, modernisierte Freitreppe, Flügeltür (Jugendstil), Glockenturm als Dachreiter mit Turmuhr. | 09268201 |

## Jessen
| Bild                                    | Bezeichnung | Lage                      | Datierung                                                                | Beschreibung | ID       |
| --------------------------------------- | --- | ------------------------- | ------------------------------------------------------------------------ | --- | -------- |
| Direkt Bild zu diesem Denkmal hochladen | Hof Heinitz: Wohnstallhaus, Seitengebäude über Hakengrundriss (mit Tordurchfahrt) in Verbindung mit weiterem Seitengebäude (Wohnstallhaus als Auszüglerhaus mit Kumthalle) eines Bauernhofes, sowie Hofpflasterung und Einfriedung des Bauerngartens | Jessen 1 (Karte)          | Um 1860                                                                  | Geschlossen erhaltene Hofanlage, größter Bauernhof des Ortes, charakteristische Putzbauten, Einfriedung als Ziergitter, baugeschichtlich und wirtschaftsgeschichtlich von Bedeutung. Einfriedung: schmiedeeiserner Zaun. Bauerngarten kein Denkmal. | 09267069 |
| Direkt Bild zu diesem Denkmal hochladen | Transformatorenstation | Jessen 11 (neben) (Karte) | 1920er Jahre                                                             | Technikgeschichtlich von Bedeutung | 09267066 |
| Direkt Bild zu diesem Denkmal hochladen | Wohnstallhaus (mit zwei Hausnummern) und Seitengebäude (Torhaus) eines Bauernhofes sowie Hofpflasterung | Jessen 17, 18 (Karte)     | Bezeichnet mit 1809 (Wohnstallhaus); bezeichnet mit 1810 (Seitengebäude) | Beide Gebäude Obergeschoss Fachwerk, Wohnstallhaus mit schönen Segmentbogenportalen, baugeschichtlich von Bedeutung. - Wohnstallhaus: Fachwerk, massiv untersetzt, Oberscheune Fachwerk, massiv untersetzt - massive Scheune (Flurstück 206/4, kein Denkmal) mit zwei Datierungen, bezeichnet mit 1898 (Erbauungsdatum) und eingemauerter Schlussstein bezeichnet mit 1775 (vom Vorgängerbau) | 09267067 |
| Direkt Bild zu diesem Denkmal hochladen | Wohnstallhaus (mit zwei Hausnummern), Seitengebäude über Hakengrundriss und Scheune eines Bauernhofes sowie Hofpflasterung | Jessen 19, 19a (Karte)    | 2. Hälfte 19. Jahrhundert                                                | Geschlossen erhaltener, stattlicher Bauernhof, Wohnstallhaus Obergeschoss Fachwerk, baugeschichtlich und wirtschaftsgeschichtlich von Bedeutung. Seitengebäude: Stallgebäude mit Gesindestuben. | 09267070 |
| Direkt Bild zu diesem Denkmal hochladen | Spritzenhaus | Jessen 27 (neben) (Karte) | 2. Hälfte 19. Jahrhundert                                                | Mit Fachwerkgiebel, ortsgeschichtlich von Bedeutung. Gedenktafel (Text nicht mehr lesbar, Ende 19. Jahrhundert). | 09267068 |

## Krepta
| Bild                                    | Bezeichnung                            | Lage               | Datierung                 | Beschreibung | ID       |
| --------------------------------------- | -------------------------------------- | ------------------ | ------------------------- | --- | -------- |
| Direkt Bild zu diesem Denkmal hochladen | Wohnstallhaus eines Bauernhofes        | Krepta 6 (Karte)   | 1. Hälfte 19. Jahrhundert | Obergeschoss Fachwerk, baugeschichtlich von Bedeutung. Fachwerk, massiv untersetzt (auf zwei Seiten), Erdgeschoss verändert.            | 09267999 |
| Direkt Bild zu diesem Denkmal hochladen | Wohnhaus (mit Anbau) eines Bauernhofes | Krepta 18b (Karte) | 1. Hälfte 19. Jahrhundert | Obergeschoss Fachwerk, baugeschichtlich von Bedeutung, weithin sichtbar, landschaftsgestaltend von Belang. Fachwerk, massiv untersetzt. | 09267997 |

## Lautzschen
| Bild                                    | Bezeichnung | Lage                  | Datierung                                                          | Beschreibung | ID       |
| --------------------------------------- | --- | --------------------- | ------------------------------------------------------------------ | --- | -------- |
| Direkt Bild zu diesem Denkmal hochladen | Wohnhaus, daran angebautes Wohnstallhaus, Scheune und daran angebautes Seitengebäude (über winkelförmigem Grundriss) eines Bauernhofes, mit Toreinfahrt und Einfriedung des Vorgartens | Lautzschen 5 (Karte)  | Um 1890                                                            | Verputzte Massivbauten, teilweise mit Ziegelgliederung, einer der größten Bauernhöfe im Ort, geschlossen erhalten, baugeschichtlich und wirtschaftsgeschichtlich von Bedeutung. Heuaufzug am Wohnstallhaus, Klinker-Negativ-Applikation an Scheune und Seitengebäude, Wohnstallhaus mit Schauer, Torpfeiler mit schmiedeeisernem Gitter (bezeichnet mit 1921) und Zaun sowie Bauerngarten. | 09268404 |
| Direkt Bild zu diesem Denkmal hochladen | Wohnhaus eines Bauernhofes | Lautzschen 7 (Karte)  | 2. Hälfte 18. Jahrhundert                                          | Obergeschoss Fachwerk, Teil eines Kleinbauernhofes, baugeschichtlich von Bedeutung. - Wohnhaus: Fachwerk massiv untersetzt, Giebel verbrettert - Wirtschaftsgebäude (Seitengebäude, bezeichnet mit 1855) massiv, vor 2011 abgebrochen | 09268403 |
| Direkt Bild zu diesem Denkmal hochladen | Wohnstallhaus (über winkelförmigem Grundriss) mit angebautem Backhaus eines ehemaligen Vierseithofes, sowie Hofpflasterung und Bauerngarten mit Einfriedung                            | Lautzschen 9a (Karte) | Bezeichnet mit 1841                                                | Markantes bäuerliches Anwesen aus der Mitte des 19. Jahrhunderts, zum Teil Obergeschoss Fachwerk, bemerkenswert der aufwendige Stalltrakt im rückwärtigen Teil des Wohnstallhauses, baugeschichtlich und wirtschaftsgeschichtlich bedeutend, bildet Vierseithof mit Nummer 9. Mit Schauer zum Hof, Fachwerk massiv untersetzt, Krüppelwalmdach, Garten mit Buchsbaumhecken. Markanter Stall mit kappenartigem Gewölbe (böhmische Kappen oder gebustes Gewölbe) über zwei mittig angeordneten Pfeilerreihen. Datierung über Eingang an der Hofseite. | 09268405 |
| Direkt Bild zu diesem Denkmal hochladen | Wohnstallhaus und Stallgebäude eines ehemaligen Dreiseithofes | Lautzschen 11 (Karte) | Bezeichnet mit 1816                                                | Beide Gebäude Obergeschoss Fachwerk, baugeschichtlich und wirtschaftsgeschichtlich von Bedeutung, Fachwerk massiv untersetzt. - Wohnstallhaus: Krüppelwalmdach - Stall-Wirtschaftsgebäude: alte Fenster | 09268407 |
| Direkt Bild zu diesem Denkmal hochladen | Wohnstallhaus, Stallgebäude, Seitengebäude und Scheune eines Vierseithofes | Lautzschen 13 (Karte) | Bezeichnet mit 1818 (Wohnstallhaus); bezeichnet mit 1935 (Scheune) | Überwiegend Fachwerkbauten, Scheune massiv, Wohnstallhaus mit altem Portal, geschlossen erhalten Hofanlage am Ortsrand, baugeschichtlich und wirtschaftsgeschichtlich von Bedeutung. - Wohnstallhaus: Fachwerk massiv untersetzt, Krüppelwalmdach, Lastenaufzug - Stall-Wirtschaftsgebäude: Fachwerk massiv untersetzt, Krüppelwalmdach - Seitengebäude: Fachwerk massiv untersetzt, Giebel verbrettert - Scheune: massiv | 09268406 |

## Marschütz
| Bild                                    | Bezeichnung                       | Lage                | Datierung           | Beschreibung | ID       |
| --------------------------------------- | --------------------------------- | ------------------- | ------------------- | --- | -------- |
| Direkt Bild zu diesem Denkmal hochladen | Wohnstallhaus eines Vierseithofes | Marschütz 3 (Karte) | Bezeichnet mit 1809 | Mit Fachwerk-Obergeschoss und Segmentbogenportal, baugeschichtlich von Bedeutung. Fachwerk massiv untersetzt, Krüppelwalmdach, teils Sandsteinfenstergewände und -türstöcke, Weinspalier, mit Bauerngarten. | 09268395 |

## Mögen
| Bild                                    | Bezeichnung                                                  | Lage            | Datierung | Beschreibung | ID       |
| --------------------------------------- | ------------------------------------------------------------ | --------------- | --------- | --- | -------- |
| Direkt Bild zu diesem Denkmal hochladen | Seitengebäude (mit Kumthalle) eines ehemaligen Vierseithofes | Mögen 3 (Karte) | Um 1860   | Verputzter Massivbau, seltene dreibogige Kumthalle, baugeschichtlich und wirtschaftsgeschichtlich von Bedeutung | 09268012 |

## Neckanitz
| Bild                                    | Bezeichnung                                                                               | Lage                         | Datierung | Beschreibung | ID       |
| --------------------------------------- | ----------------------------------------------------------------------------------------- | ---------------------------- | --- | --- | -------- |
| Direkt Bild zu diesem Denkmal hochladen | Kirche (einschließlich Ausstattung) mit Kirchhof, Einfriedungsmauer und einigen Grabmalen | Neckanitzer Straße (Karte)   | 1694, später überformt (Kirche); 2. Hälfte 15. Jahrhundert (einige Schnitzfiguren); bezeichnet mit 1697 (Zinnbecken); 1857/1858 (Taufe); Mitte 19. Jahrhundert (Altar) | Saalbau mit Dachreiter, Kirche im Kern Anfang 16. Jahrhundert, neogotische Umgestaltung, baugeschichtlich und ortsgeschichtlich von Bedeutung. Wohl 1549 unter Einbezug älteren Mauerwerks errichtet, nach Kriegszerstörungen 1632 erst 1694 erneuert, 1857/58 umfassende neugotische Umgestaltung des Außenbaus und des Inneren, Innenrestaurierung 1975. Putzbau mit Satteldach, achteckiger verschieferter Dachreiter mit Haube, Laterne und schlanker Zwiebel. Der Chor mit 3/8-Schluss, an seine Ecken spätgotische Strebepfeiler aus Sandstein, der südöstliche bezeichnet mit 1549, auch das Traufgesims des Chors spätgotisch. Die zweigeschossigen Treppenhausanbauten im Norden und Süden, der Sakristeianbau östlich am Chor und die neugotischen Spitzbogenfenster sämtlich von 1857/58. Kleiner eingemauerter Kopf an der Südostseite des Chors, spätmittelalterlich. Saalraum mit flacher Putzdecke, in der Ostwand spitzbogige große Altarnische. Hölzerne doppelgeschossige Emporen an drei Seiten, weiß und gold gefasst. Großer neugotischer Kanzelaltar aus Sandstein Mitte 19. Jahrhundert, Einige Schnitzfiguren des mittelalterlichen Altars 2. Hälfte 15. Jahrhundert, mit seitlichen Durchgängen, weiß und gold gefasst. Taufe aus Sandstein, 1857/58, das Zinnbecken bezeichnet mit 1697. Vom ehemaligen spätgotischen Altar der Kirche an der Westwand Schnitzfiguren der Heiligen Nikolaus, Barbara, Christophorus, Anna selbdritt und Martin, 2. Hälfte 15. Jahrhundert, neu gefasst 1927. | 09267994 |
| Direkt Bild zu diesem Denkmal hochladen | Wohnstallhaus eines Gehöftes                                                              | Neckanitzer Straße 5 (Karte) | Um 1700 | Kleinod ländlicher Architektur, vermutlich ursprünglich Wohnhaus des Erbrichters, schmuckreiches Fachwerkgefüge mit geschweiften Andreaskreuzen und Leiterfachwerk mit Docken in den Brüstungsfeldern, aufwendig gestaltetes Fachwerkgebäude in sehr gutem Originalzustand von großer hausgeschichtlicher, baugeschichtlicher sowie sozialgeschichtlicher Bedeutung, singulär, von überregionaler Bedeutung. Innenausstattung vorhanden, Gewölbe wohl 18. Jahrhundert. | 09267995 |
| Direkt Bild zu diesem Denkmal hochladen | Ehemaliges Pfarrhaus, mit seitlicher Toreinfahrt und Scheune (Nebengebäude) an der Straße | Neckanitzer Straße 7 (Karte) | Bezeichnet mit 1838 | Schlichter Putzbau mit hohem Krüppelwalmdach und schönem, klassizistischem Türportal, ortsbildprägende Lage unmittelbar am Kirchhof, baugeschichtlich und ortsgeschichtlich von Bedeutung | 09304218 |

## Paltzschen
| Bild                                    | Bezeichnung | Lage                  | Datierung                                                                    | Beschreibung | ID       |
| --------------------------------------- | --- | --------------------- | ---------------------------------------------------------------------------- | --- | -------- |
| Direkt Bild zu diesem Denkmal hochladen | Wohnstallhaus (über hakenförmigem Grundriss), Seitengebäude (weiteres Wohnstallhaus über hakenförmigem Grundriss) und Scheune eines Bauernhofes sowie Feldscheune, mit Hofpflasterung und Einfriedung des Vorgartens | Paltzschen 2 (Karte)  | 2. Hälfte 19. Jahrhundert                                                    | Wohnstallhaus und Seitengebäude massiv, Scheune Fachwerk, weitgehend geschlossen erhaltener Bauernhof, Zeugnisse ländlichen Lebens und Wirtschaftens vergangener Zeiten, baugeschichtlich und wirtschaftsgeschichtlich von Bedeutung, mit Gartengrundstück und schmiedeeisernem Zaun mit Pfeilern. - Wohnstallhaus: massiv - Scheune: Fachwerk verputzt, mit Bruchsteinsockel Zwei östliche Gebäude zwischen 2009 und 2014 abgerissen (vermutlich Scheune und Feldscheune). | 09268409 |
| Direkt Bild zu diesem Denkmal hochladen | Scheune und Seitengebäude eines Dreiseithofes, mit Göpelring im Hof, Toreinfahrt und Einfriedung des Vorgartens | Paltzschen 6 (Karte)  | 1. Hälfte 19. Jahrhundert (Seitengebäude); bezeichnet mit 1895 (Toreinfahrt) | Beide Gebäude in Fachwerkbauweise, baugeschichtlich und wirtschaftsgeschichtlich von Bedeutung, mit Göpelring, Torpfeiler, schmiedeeisernem Tor, Bauerngarten, Einfriedung. - Seitengebäude: Fachwerk massiv untersetzt, Taubenschlag - Scheune: Fachwerk, Fledermausgaupen | 09268410 |
| Direkt Bild zu diesem Denkmal hochladen | Seitengebäude eines ehemaligen Dreiseithofes | Paltzschen 11 (Karte) | 1. Hälfte 19. Jahrhundert                                                    | Obergeschoss Fachwerk, baugeschichtlich von Bedeutung. Fachwerk massiv untersetzt. Außen: Fachwerk, Erdgeschoss mit Garagen umgebaut, Krüppelwalmdach, Weinspalier, Taubenschlag. | 09268411 |

### Ehemaliges Denkmal (Paltzschen)
| Bild                                    | Bezeichnung | Lage                  | Datierung                 | Beschreibung | ID       |
| --------------------------------------- | ----------- | --------------------- | ------------------------- | --- | -------- |
| Direkt Bild zu diesem Denkmal hochladen | Wohnhaus    | Paltzschen 16 (Karte) | 1. Hälfte 19. Jahrhundert | Fachwerkgebäude, zeittypisches ländliches Wohnhaus, baugeschichtlich von Bedeutung. Fachwerk massiv untersetzt, Giebel verbrettert. Zwischen 2016 und 2017 abgerissen. | 09268412 |

## Piskowitz
| Bild                                    | Bezeichnung | Lage                          | Datierung                                                           | Beschreibung | ID       |
| --------------------------------------- | --- | ----------------------------- | ------------------------------------------------------------------- | --- | -------- |
| Direkt Bild zu diesem Denkmal hochladen | Ehemaliges Molkerei-Gebäude                                                                                            | Dorfstraße 2 (Karte)          | Ende 19. Jahrhundert                                                | Gelber Klinkerbau, ortsgeschichtlich von Bedeutung | 09268197 |
| Direkt Bild zu diesem Denkmal hochladen | Wohnhaus mit Mühlenanbau (mit vorhandener Mühlentechnik), Seitengebäude und Scheune eines Mühlenanwesens (Görnermühle) | Dorfstraße 15 (Karte)         | Bezeichnet mit 1828                                                 | Seitengebäude Obergeschoss Fachwerk, repräsentativ gestaltetes Eingangsportal zum Wohngebäude, baugeschichtlich und technikgeschichtlich von Bedeutung. Relief mit Datierung 1778 an der Rückseite des Mühlenanbaus sekundär eingelassen. Repräsentativ gestaltetes Eingangsportal zum Wohngebäude. Erhaltene Mühlentechnik: Walzenstuhl und Quetsche der Firma MIAG. | 09268198 |
| Direkt Bild zu diesem Denkmal hochladen | Wohnhaus, Seitengebäude (Wohnstallhaus) und Stallgebäude (mit Kumthalle) eines Vierseithofes, mit Torpfeilern          | Dorfstraße 17 (Karte)         | Bezeichnet mit 1808 (Seitengebäude); bezeichnet mit 1893 (Wohnhaus) | Gründerzeitliches Wohnhaus von spätklassizistischer Wirkung, Seitengebäude Obergeschoss Fachwerk, Stallgebäude mit seltener Kumthalle, große beeindruckende Hofanlage, baugeschichtlich und wirtschaftsgeschichtlich von Bedeutung. - Gutshaus: spätklassizistisch - Wohnstallhaus (Gesindehaus, Obergeschoss Fachwerk): Fachwerk massiv untersetzt                   | 09268199 |
| Direkt Bild zu diesem Denkmal hochladen | Umformerstation mit angebautem Wohnhaus                                                                                | Zscheilitzer Straße 1 (Karte) | 1920er Jahre                                                        | Markante Putzbauten, eingeschossiger Wohnanbau mit Mansarddach, singuläre Erscheinungsform, baugeschichtlich und technikgeschichtlich von Bedeutung, Putzbauten mit Klinkerfassade | 09304269 |

## Poititz
| Bild                                    | Bezeichnung                                                                   | Lage                  | Datierung                                                          | Beschreibung | ID       |
| --------------------------------------- | ----------------------------------------------------------------------------- | --------------------- | ------------------------------------------------------------------ | --- | -------- |
| Direkt Bild zu diesem Denkmal hochladen | Wohnstallhaus (Nr. 1), Seitengebäude und Scheune (Nr. 1a) eines Vierseithofes | Poititz 1, 1a (Karte) | Bezeichnet mit 1737 (Wohnstallhaus); bezeichnet mit 1884 (Scheune) | Wohnstallhaus und Seitengebäude Obergeschoss Fachwerk, Scheune massiv, beeindruckende Hofanlage, baugeschichtlich und wirtschaftsgeschichtlich von Bedeutung, bildet Vierseithof mit Nummer 1b. Fachwerk, massiv untersetzt. | 09267996 |

## Prositz
| Bild                                    | Bezeichnung                                                                                               | Lage               | Datierung                                                                            | Beschreibung | ID       |
| --------------------------------------- | --- | ------------------ | ------------------------------------------------------------------------------------ | --- | -------- |
| Direkt Bild zu diesem Denkmal hochladen | Wohnstallhaus eines ehemaligen Vierseithofes                                                              | Prositz 2 (Karte)  | Bezeichnet mit 1800                                                                  | Stattliches Bauernhaus, Obergeschoss Fachwerk, baugeschichtlich von Bedeutung | 09268209 |
| Direkt Bild zu diesem Denkmal hochladen | Wohnstallhaus, Seitengebäude (mit Kumthalle) und Wassertrog eines ehemaligen Vierseithofes                | Prositz 3 (Karte)  | Bezeichnet mit 1800 (Wohnstallhaus); 2. Hälfte 19. Jahrhundert (Seitengebäude)       | Großes Wohnstallhaus mit Fachwerk-Obergeschoss und schönen Segmentbogenportalen, Seitengebäude verputzter Massivbau mit seltener dreibogiger Kumthalle, baugeschichtlich von Bedeutung, bildet Vierseithof mit Nummer 3a. Fachwerk massiv untersetzt, drei Segmentbogentüren mit Sandsteingewände und Schlusssteinen, mehrere Kreuzgratgewölbe im ehemaligen Kuhstall, Krüppelwalmdach, Sandsteintrog im Hof. | 09268208 |
| Direkt Bild zu diesem Denkmal hochladen | Seitengebäude und Scheune eines Dreiseithofes                                                             | Prositz 7 (Karte)  | 1. Hälfte 19. Jahrhundert                                                            | Beide Gebäude in Fachwerkbauweise, baugeschichtlich und wirtschaftsgeschichtlich von Bedeutung | 09268210 |
| Direkt Bild zu diesem Denkmal hochladen | Wohnstallhaus eines ehemaligen Dreiseithofes                                                              | Prositz 11 (Karte) | Um 1800                                                                              | Stattliches Bauernhaus, Obergeschoss Fachwerk, baugeschichtlich von Bedeutung, bildet Bauernhof mit Nummer 11a. Kreuzstockfenster und T-Kreuzfenster, Krüppelwalmdach. | 09268212 |
| Direkt Bild zu diesem Denkmal hochladen | Wohnstallhaus, Seitengebäude und Scheune eines ehemaligen Vierseithofes sowie Wassertrog am Wohnstallhaus | Prositz 12 (Karte) | Bezeichnet mit 1828 (Wohnstallhaus und Seitengebäude); bezeichnet mit 1899 (Scheune) | Wohnstallhaus und Seitengebäude Obergeschoss Fachwerk, Scheune massiv, weitgehend geschlossen erhaltene Hofanlage, baugeschichtlich und wirtschaftsgeschichtlich von Bedeutung | 09268211 |
| Direkt Bild zu diesem Denkmal hochladen | Wohnstallhaus                                                                                             | Prositz 17 (Karte) | Bezeichnet mit 1852                                                                  | Kleinbauernhaus, Obergeschoss Fachwerk, baugeschichtlich von Bedeutung | 09268207 |

## Roitzsch
| Bild                                    | Bezeichnung | Lage                | Datierung                         | Beschreibung | ID       |
| --------------------------------------- | --- | ------------------- | --------------------------------- | --- | -------- |
| Direkt Bild zu diesem Denkmal hochladen | Wohnstallhaus, Stallgebäude, Seitengebäude (Torhaus, mit angebautem Backhaus) und Torbogen eines ehemaligen Vierseithofes                    | Roitzsch 1 (Karte)  | Bezeichnet mit 1875, älterer Kern | Alle Gebäude mit Fachwerk-Obergeschoss, weitgehend geschlossen erhaltener Hof, Zeugnis bäuerlichen Lebens und Wirtschaftens vergangener Zeiten, baugeschichtlich und wirtschaftsgeschichtlich von Bedeutung. Wohnstallhaus, Stall-Wirtschaftsgebäude, Torhaus: alles Fachwerk, massiv untersetzt. | 09268421 |
| Direkt Bild zu diesem Denkmal hochladen | Wohnhaus | Roitzsch 8 (Karte)  | 1. Hälfte 19. Jahrhundert         | Obergeschoss Fachwerk, baugeschichtlich von Bedeutung, Fachwerk massiv untersetzt | 09268422 |
| Direkt Bild zu diesem Denkmal hochladen | Landarbeiterhaus | Roitzsch 9b (Karte) | 1. Hälfte 19. Jahrhundert         | Eingeschossiger Putzbau, sozialgeschichtlich von Bedeutung | 09265024 |
| Direkt Bild zu diesem Denkmal hochladen | Wohnhaus | Roitzsch 12 (Karte) | Bezeichnet mit 1829               | Obergeschoss Fachwerk, Segmentbogenportal, baugeschichtlich wertvoll, Bedeutung im Ortsbild neben Nummer 13. Fachwerk im Giebel, Krüppelwalmdach, Sandstein-Türstock und -Fenstergewände. | 09268425 |
| Direkt Bild zu diesem Denkmal hochladen | Wohnhaus | Roitzsch 13 (Karte) | 1. Hälfte 19. Jahrhundert         | Obergeschoss Fachwerk, baugeschichtlich wertvoll, Bedeutung im Ortsbild neben Nummer 12, Fachwerk massiv untersetzt | 09268424 |
| Direkt Bild zu diesem Denkmal hochladen | Wohnhaus (über hakenförmigem Grundriss) und Stallgebäude (mit Kumthalle) eines Vierseithofes, mit Toreinfahrt und Einfriedung des Vorgartens | Roitzsch 17 (Karte) | 2. Hälfte 19. Jahrhundert         | Verputzte Massivbauten, Seitengebäude mit seltener dreibogiger Kumthalle, baugeschichtlich und wirtschaftsgeschichtlich von Bedeutung. Massiv, doppelte Rundbogenfenster, mit Torpfeilern, schmiedeeisernem Tor und Garten mit schmiedeeisernem Zaun.                                             | 09268427 |
| Direkt Bild zu diesem Denkmal hochladen | Wohnhaus eines ehemaligen Dreiseithofes | Roitzsch 19 (Karte) | 1. Hälfte 19. Jahrhundert         | Obergeschoss Fachwerk, baugeschichtlich von Bedeutung, Fachwerk massiv untersetzt | 09268429 |
| Direkt Bild zu diesem Denkmal hochladen | Wohnhaus eines Bauernhofes | Roitzsch 20 (Karte) | 1. Hälfte 19. Jahrhundert         | Obergeschoss Fachwerk, baugeschichtlich von Bedeutung | 09269821 |
| Direkt Bild zu diesem Denkmal hochladen | Wohnstallhaus eines Zweiseithofes | Roitzsch 21 (Karte) | Bezeichnet mit 1822               | Schlichter kleiner Putzbau mit Segmentbogenportal, typisches bäuerliches Wohnhaus, baugeschichtlich von Bedeutung. Vorne massiv mit Sandstein-Fenstergewänden, hinten Fachwerk massiv untersetzt mit Schleppdach.                                                                                 | 09268430 |

### Ehemaliges Denkmal (Roitzsch)
| Bild                                    | Bezeichnung                                  | Lage                | Datierung                 | Beschreibung | ID       |
| --------------------------------------- | -------------------------------------------- | ------------------- | ------------------------- | --- | -------- |
| Direkt Bild zu diesem Denkmal hochladen | Wohnstallhaus eines ehemaligen Vierseithofes | Roitzsch 24 (Karte) | 1. Hälfte 19. Jahrhundert | Markanter Bau mit Fachwerk-Obergeschoss und Krüppelwalmdach, baugeschichtlich von Bedeutung, Fachwerk massiv untersetzt. Bei dem Wohnstallhaus Roitzsch 24 handelt es sich um ein nach wie vor stattliches und charakteristisches Bauernhaus aus der ersten Hälfte des 19. Jahrhunderts mit Fachwerkobergeschoss und Krüppelwalmdach. Beeindruckend sind die Kellertonne und die trotz Verlust von Stallgewölben noch erhaltenen Säulen. Die Denkmaleigenschaft ergibt sich aus dem Zeugniswert für die ländliche Architektur und Volksbauweise jener Zeit. Stallwirtschaftsgebäude vor 2004 abgebrochen. Wohnstallhaus zwischen 2021 und 2024 aus der Denkmalliste gestrichen. | 09268428 |

## Scheerau
| Bild                                    | Bezeichnung | Lage                     | Datierung                                                                | Beschreibung | ID       |
| --------------------------------------- | --- | ------------------------ | ------------------------------------------------------------------------ | --- | -------- |
| Direkt Bild zu diesem Denkmal hochladen | Wohnstallhaus (mit rückwärtigem Anbau), Seitengebäude (Auszüglerhaus), Scheune und Stallgebäude eines Vierseithofes, sowie Bauerngarten mit Stützmauer und Einfriedung, Gartenpavillon sowie Hofpflasterung | Scheerau 1 (Karte)       | Bezeichnet mit 1803                                                      | Geschlossen erhaltener großer Bauernhof, stattliches Wohnstallhaus mit Segmentbogenportalen, Zeugnis bäuerlicher Bau- und Lebensweise vergangener Zeiten, bemerkenswerter Bauerngarten, baugeschichtlich und wirtschaftsgeschichtlich von Bedeutung. Bezeichnung auf dem Schlussstein am Wohnhaus, Wohnstallhaus mit Anbau Ende 19. Jahrhundert überformt, preußische Kappen im Stall, vorgelagerter Garten mit Staketenzaun (Ziergitter aus Metall) eingefasst, teilweise mit Holzlattenzaun, sonst Bruchsteinmauer verputzt mit Sandsteinpfeilern, Bauerngarten mit Buchshecken (bemerkenswert), Gartenpavillon aus Holz. | 09266727 |
| Weitere Bilder                          | Wegestein | Scheerau 1 (bei) (Karte) | Bezeichnet mit 1820                                                      | Ortsgeschichtlich und verkehrsgeschichtlich von Bedeutung | 09304126 |
| Direkt Bild zu diesem Denkmal hochladen | Wohnstallhaus eines ehemaligen Dreiseithofes, mit Stützmauer und Toreinfahrt (mit zwei Torpfeilern) | Scheerau 8 (Karte)       | 1. Hälfte 19. Jahrhundert                                                | Markanter Fachwerkbau mit Krüppelwalmdach, Zeugnis ländlicher Architektur und Volksbauweise aus der ersten Hälfte des 19. Jahrhunderts, baugeschichtlich bedeutend. Wohnstallhaus Fachwerk, massiv untersetzt, bezeichnet mit 1922, zu diesem Zeitpunkt wohl straßenseitiger Giebel erneuert und verputzt, im Inneren Preußische Kappen im Eingangsbereich und im Stall, in letzterem ruhen die Kappen auf gusseisernen Säulen und Doppel-T-Träger. Torpfeiler mit Vasen bekrönt (nur noch eine vorhanden). Fachwerkscheune 2003 abgebrochen. Seitengebäude abgebrochen; wahrscheinlich Fachwerk, massiv untersetzt.        | 09266734 |
| Direkt Bild zu diesem Denkmal hochladen | Wohnstallhaus und Scheune eines Bauernhofes sowie Hofpflasterung | Scheerau 13 (Karte)      | 2. Hälfte 19. Jahrhundert (Wohnstallhaus); bezeichnet mit 1907 (Scheune) | Großes Wohnstallhaus mit Fachwerk-Obergeschoss, Scheune verputzter Massivbau, stattliche Hofanlage, baugeschichtlich und wirtschaftsgeschichtlich von Bedeutung. Fachwerk, massiv untersetzt (Wohnstallhaus). | 09266729 |
| Direkt Bild zu diesem Denkmal hochladen | Wohnstallhaus eines ehemaligen Zweiseithofes | Scheerau 14 (Karte)      | 2. Hälfte 19. Jahrhundert                                                | Stattliches Bauernhaus, Obergeschoss Fachwerk zum Teil verputzt, Giebel verbrettert, baugeschichtlich von Bedeutung. - Wohnstallhaus: Fachwerk, massiv untersetzt - Scheune: teils Fachwerk, teils aus Brettern, Mauer nur teilweise erhalten Scheune vor 2011 abgebrochen. | 09266730 |
| Direkt Bild zu diesem Denkmal hochladen | Wohnstallhaus, Stallgebäude, Scheune und Seitengebäude eines Vierseithofes, mit Torpfeilern | Scheerau 16 (Karte)      | 2. Hälfte 19. Jahrhundert                                                | Wohnstallhaus und Stallgebäude Obergeschoss Fachwerk, Wohnstallhaus mit Segmentbogenportal, massive Scheune, geschlossen erhaltener großer Bauernhof, baugeschichtlich und wirtschaftsgeschichtlich von Bedeutung. Wohnstallhaus und Stall Fachwerk, massiv untersetzt, Giebel des Wohnstallhauses verbrettert. | 09266732 |

## Schwochau
| Bild                                    | Bezeichnung                   | Lage                   | Datierung | Beschreibung | ID       |
| --------------------------------------- | ----------------------------- | ---------------------- | --------- | --- | -------- |
| Direkt Bild zu diesem Denkmal hochladen | Durchlass und Eisenbahnbrücke | (Flurstück 89) (Karte) | 1877–1880 | Eine Natursteinbogenbrücke über einen Feldweg und ein Durchlass für den Bach durch den Bahndamm der Bahnstrecke Riesa–Nossen (6613, sä. RN), beide in Bruchsteinmauerwerk, baugeschichtlich und verkehrsgeschichtlich von Bedeutung | 09304217 |

## Sieglitz
| Bild                                    | Bezeichnung                      | Lage               | Datierung                 | Beschreibung                                                                                                 | ID       |
| --------------------------------------- | -------------------------------- | ------------------ | ------------------------- | --- | -------- |
| Direkt Bild zu diesem Denkmal hochladen | Stallgebäude eines Vierseithofes | Sieglitz 1 (Karte) | 1. Hälfte 19. Jahrhundert | Obergeschoss Fachwerk, baugeschichtlich von Bedeutung. Fachwerk massiv untersetzt, Satteldach, Taubenschlag. | 09268408 |

## Striegnitz
| Bild                                    | Bezeichnung | Lage                          | Datierung | Beschreibung | ID       |
| --------------------------------------- | --- | ----------------------------- | --- | --- | -------- |
| Direkt Bild zu diesem Denkmal hochladen | Kirche (einschließlich Ausstattung), Kirchhof mit Leichenhalle, Einfriedungsmauer, Torpfeiler und Treppenaufgang sowie Kriegerdenkmal für die Gefallenen des Ersten Weltkrieges und einige Grabmale | Striegnitzer Straße (Karte)   | Bezeichnet mit 1790 (Kirche); wohl 1792 (Orgelempore); um 1792 (Kanzelaltar); 1890 (Vasenaufsätze auf der Attika und Orgelprospekt) | Barocker Saalbau des späten 18. Jahrhunderts mit gründerzeitlichem Kirchturm, baugeschichtlich, ortsgeschichtlich und ortsbildprägend von Bedeutung. - Kirche: 1792 anstelle eines Vorgängerbaus errichtet, der Westturm von 1888. Restaurierungen 1982 (außen), 1993 (innen). Schlichter Putzbau mit spitzbogigen Fenstern und dreiseitig geschlossenem Chor. Sakristei nördlich am Chor, südlich Betstubenanbau. Turm mit neugotischen Elementen. Inneres mit flacher Putzdecke. Emporenanlage aus Holz, doppelgeschossig, an drei Seiten des Saales, die Orgelempore konvex wohl 1792. - Ausstattung: Einfacher Kanzelaltar, um 1792, aus Holz, gefasst, der Kanzelkorb zwischen je zwei korinthischen Säulen, das Gebälk mit Zahnschnittfries, auf der Attika Vasenaufsätze in Gusseisen, 1890, neugotischer Orgelprospekt, 1890. - Auf dem Friedhof Grabdenkmal des Pastors Berthold Kober (gestorben 1801), Sandsteinpfeiler, darauf Säulenstumpf. - Grabmale des 19. Jahrhunderts | 09268418 |
| Direkt Bild zu diesem Denkmal hochladen | Schulgebäude, heute Wohnhaus | Striegnitzer Straße 3 (Karte) | Bezeichnet mit 1832 | Obergeschoss Fachwerk, mit schönem klassizistischem Türportal, baugeschichtlich und ortsgeschichtlich von Bedeutung. Fachwerk massiv untersetzt, verputzt (?), Klappläden, Sandstein-Türsturz (bezeichnet mit 1832) mit Gehängen verziert (siehe Gurlitt), mit Schulgarten und Schwengelpumpe. | 09268417 |
| Direkt Bild zu diesem Denkmal hochladen | Wohnstallhaus, Stallgebäude, Scheune und Seitengebäude (mit Kumthalle) eines Vierseithofes | Striegnitzer Straße 5 (Karte) | Mitte 19. Jahrhundert, älterer Kern                                                                                                 | Geschlossen erhaltener, zeit- und landschaftstypischer Bauernhof, überwiegend verputzte Massivbauten, Seitengebäude mit seltener dreijochiger Kumthalle und Fachwerk-Obergeschoss, baugeschichtlich und wirtschaftsgeschichtlich von Bedeutung. - Wohnstallhaus: massiv, Ecklisenen - nördliches Stall-Wirtschaftsgebäude und Scheune: massiv - südliches Stall-Wirtschaftsgebäude: mit Fachwerk über der Kumthalle, älterer Kern Östliches Gebäude nach 2016 bis auf die Grundmauern verfallen oder abgerissen. | 09267432 |
| Direkt Bild zu diesem Denkmal hochladen | Ehemaliges Pfarrhaus | Striegnitzer Straße 7 (Karte) | 18. Jahrhundert | Obergeschoss Fachwerk, Mansarddach, baugeschichtlich und ortsgeschichtlich von Bedeutung, schönes Türportal | 09265020 |

## Trogen
| Bild                                    | Bezeichnung                                  | Lage             | Datierung                                    | Beschreibung | ID       |
| --------------------------------------- | -------------------------------------------- | ---------------- | -------------------------------------------- | --- | -------- |
| Weitere Bilder                          | Peststein                                    | Trogen (Karte)   | Ehemals bezeichnet mit 1610, später erneuert | Ortsgeschichtlich von Bedeutung, zum Gedenken an den Trogener Wirt Hans Thiftthal, der 1607 samt seiner Familie Opfer der Pest wurde. Inschrift „DIESEN STEIN HAT JOHANNES PERSCH DIESER ZEIT WIRTH ZU TROGEN VERFERTIGEN LASSEN DES 1610. JAHRES“, mit zwei Linden rechts und links. | 09268431 |
| Direkt Bild zu diesem Denkmal hochladen | Wohnstallhaus eines ehemaligen Vierseithofes | Trogen 5 (Karte) | Mitte 19. Jahrhundert                        | Stattliches Gebäude, Obergeschoss Fachwerk, baugeschichtlich von Bedeutung. Fachwerk massiv untersetzt, Satteldach. | 09268420 |
| Direkt Bild zu diesem Denkmal hochladen | Wohnstallhaus eines ehemaligen Vierseithofes | Trogen 8 (Karte) | Mitte 19. Jahrhundert                        | Stattlicher Baukörper, Obergeschoss Fachwerk, baugeschichtlich von Bedeutung, Fachwerk massiv untersetzt | 09268419 |

## Wachtnitz
| Bild                                    | Bezeichnung                                                                              | Lage                         | Datierung                                                           | Beschreibung | ID       |
| --------------------------------------- | ---------------------------------------------------------------------------------------- | ---------------------------- | ------------------------------------------------------------------- | --- | -------- |
| Direkt Bild zu diesem Denkmal hochladen | Wohnstallhaus und Seitengebäude (mit Kumthalle) eines Vierseithofes sowie Hofpflasterung | Wachtnitzer Straße 4 (Karte) | Bezeichnet mit 1825 (Wohnstallhaus); um 1850 (Seitengebäude)        | Bemerkenswerte Zeugnisse ländlicher Architektur und Volksbauweise aus dem 19. Jahrhundert, stattlicher Hauptbau mit Fachwerk-Obergeschoss, hohem Krüppelwalmdach und markantem hofseitigen Korbbogenportal, Seitengebäude mit dreibogiger Kummethalle, charakteristische Beispiele für Hauslandschaft der Lommatzscher Pflege, baugeschichtlich und regionalgeschichtlich bedeutend. Die Steine des zum Hof gehörenden Torbogens wurden beiseite geräumt. Das Wohnstallhaus ist mit 1825 am hofseitigen Portal bezeichnet. Es handelt sich um ein zweigeschossiges Gebäude mit Fachwerkobergeschoss, Krüppelwalmdach und Säulengang im Stalltrakt. Auf den Säulen ruhen Preußische Kappen die nach Aussage der Eigentümer 1903 hinzugekommen sind. Auffällig wirken auch die Schleppluken an den Längsseiten. Das in seiner heutigen Form wohl vor allem auf 1825 zurückgehende Wohnstallhaus ist ein besonders anschauliches Beispiel für die durch große und zum Teil sehr aufwändige Bauernhöfe geprägte Lommatzscher Pflege. Der repräsentative Charakter des Anwesens wird durch die Nachbarschaft zum großen Hof Wachtnitzer Straße 7 noch unterstrichen. Abgesehen davon bildet es ein unbedingt erhaltenswertes Zeugnis ländlicher Architektur und Volksbauweise insbesondere aus dem ersten Viertel des 19. Jahrhunderts. | 09268214 |
| Direkt Bild zu diesem Denkmal hochladen | Wohnstallhaus, Torbogen und Hofpflasterung eines Vierseithofes                           | Wachtnitzer Straße 7 (Karte) | Bezeichnet mit 1806 (Toreinfahrt); bezeichnet mit 1819 (Bauernhaus) | Stattliches Bauernhaus mit Fachwerk-Obergeschoss, reichem Segmentbogenportal und hohem Krüppelwalmdach, Toranlage ebenfalls markante Erscheinung mit Vasenaufsatz, repräsentatives ländliches Anwesen der reichen Lommatzscher Pflege, baugeschichtlich bedeutend. Krüppelwalmdach, Kreuzgratgewölbe, Fensternischen, im Treppenhaus auf den Absätzen je ein kleines Kreuzgratgewölbe. | 09268213 |

## Weitzschenhain
| Bild                                    | Bezeichnung | Lage                     | Datierung                                                              | Beschreibung | ID       |
| --------------------------------------- | --- | ------------------------ | ---------------------------------------------------------------------- | --- | -------- |
| Direkt Bild zu diesem Denkmal hochladen | Wohnstallhaus und zwei winkelförmig aneinandergebaute Seitengebäude eines ehemaligen Vierseithofes sowie Toranlage (mit Pforte) und Hofpflaster | Weitzschenhain 6 (Karte) | Bezeichnet mit 1819 (Toreinfahrt); bezeichnet mit 1839 (Wohnstallhaus) | Alle Gebäude in Fachwerk, beeindruckendes klassizistisches Ensemble, stattliches Wohnstallhaus mit Sonnenuhr, baugeschichtlich und wirtschaftsgeschichtlich von Bedeutung, Fachwerk massiv untersetzt | 09268397 |
| Direkt Bild zu diesem Denkmal hochladen | Wohnstallhaus eines ehemaligen Vierseithofes | Weitzschenhain 7 (Karte) | Bezeichnet mit 1809                                                    | Stattliches Bauernhaus, Obergeschoss Fachwerk, prächtige Segmentbogenportale, Krüppelwalmdach, baugeschichtlich von Bedeutung. Fachwerk massiv untersetzt, Krüppelwalmdach.                           | 09268396 |

## Wuhnitz
| Bild                                    | Bezeichnung | Lage                        | Datierung                                                          | Beschreibung | ID       |
| --------------------------------------- | --- | --------------------------- | ------------------------------------------------------------------ | --- | -------- |
| Direkt Bild zu diesem Denkmal hochladen | Wohnhaus und Seitengebäude einer Schmiede | Wuhnitzer Straße 9b (Karte) | Bezeichnet mit 1861                                                | Wohnhaus mit Fachwerk-Obergeschoss und Sandstein-Türstock, alte Ortslage Wuhnitz, baugeschichtlich und ortsgeschichtlich von Bedeutung. Wohnhaus: Fachwerk massiv untersetzt, Sandstein-Türstock bezeichnet mit 1861. | 09268392 |
| Direkt Bild zu diesem Denkmal hochladen | Wohnstallhaus, daran angebautes Seitengebäude (Torhaus, mit Kumthalle zum Hof) und weiteres Seitengebäude eines Vierseithofes sowie Feldscheune neben dem Hof | Wuhnitzer Straße 22 (Karte) | Bezeichnet mit 1827 (Wohnstallhaus); bezeichnet mit 1854 (Torhaus) | Gebäude überwiegend in Fachwerkbauweise, Torhaus mit dreibogiger Kumthalle und Laterne zum Hof über der Toreinfahrt, Wohnstallhaus mit zwei Sandsteinportalen zum Hof, geschlossen erhaltene, große Hofanlage, alte Ortslage Arntitz, baugeschichtlich und wirtschaftsgeschichtlich von Bedeutung. - Scheune (gemeint ist Seitengebäude): mit Tordurchfahrt, Fachwerk massiv untersetzt, Sandsteinrahmungen - Wohnstallhaus: Fachwerk massiv untersetzt, Rückseite massiv, zwei Sandsteinportale - weiteres Wohnstallhaus und Scheune (bezeichnet mit 1904): Klinkerapplikationen, Dachstuhl gekappt, Blumengarten mit Torpfeilern - Speichergebäude neben dem Hof: massiv | 09268391 |

## Zöthain
| Bild                                    | Bezeichnung | Lage               | Datierung                                 | Beschreibung | ID       |
| --------------------------------------- | --- | ------------------ | ----------------------------------------- | --- | -------- |
| Direkt Bild zu diesem Denkmal hochladen | Zwei Straßenbrücken über den Ketzerbach und den Käbschützer Bach                                                                | Zöthain (Karte)    | 19. Jahrhundert                           | Bildet eine lang gestreckte Brücke mit zwei Bögen, baugeschichtlich von Bedeutung | 09268224 |
| Direkt Bild zu diesem Denkmal hochladen | Wohnstallhaus eines Vierseithofes                                                                                               | Zöthain 1 (Karte)  | Um 1800                                   | Stattliches Bauernhaus, Obergeschoss Fachwerk, baugeschichtlich von Bedeutung. Eingemauerte Sitzfläche neben dem Portal, Flaschenzug, Krüppelwalmdach. | 09268222 |
| Direkt Bild zu diesem Denkmal hochladen | Scheune und Seitengebäude eines Bauernhofes, mit Torpfeilern der Hofzufahrt                                                     | Zöthain 2 (Karte)  | 1. Hälfte 19. Jahrhundert                 | Fachwerkbauten, baugeschichtlich und wirtschaftsgeschichtlich von Bedeutung, Seitengebäude mit Taubenschlag | 09268221 |
| Direkt Bild zu diesem Denkmal hochladen | Seitengebäude eines Dreiseithofes                                                                                               | Zöthain 3 (Karte)  | 1. Hälfte 19. Jahrhundert (Seitengebäude) | Obergeschoss Fachwerk, baugeschichtlich von Bedeutung | 09268223 |
| Direkt Bild zu diesem Denkmal hochladen | Wohngebäude, Stall-Scheunengebäude und zwei Seitengebäude (eines mit rückwärtigen Anbauten) eines Mühlenanwesens (Grüblermühle) | Zöthain 4 (Karte)  | Bezeichnet mit 1853                       | Wohnhaus ehemals wohl auch mit Ställen, drei Türportale mit gerader Verdachung, im Innern schöner originaler Treppenlauf mit Steintreppe mit Karnies, Holztäfelung und Geländer, baugeschichtlich und ortsgeschichtlich von Bedeutung | 09268868 |
| Direkt Bild zu diesem Denkmal hochladen | Wohnstallhaus, Stallgebäude und Scheune eines Vierseithofes                                                                     | Zöthain 12 (Karte) | Um 1850                                   | Wohnhaus verputzter Massivbau, Stallgebäude Obergeschoss Fachwerk, Fachwerk-Scheune, weitgehend geschlossen erhaltene Hofanlage am Ortsrand, baugeschichtlich und wirtschaftsgeschichtlich von Bedeutung. - Wohnhaus: massiv - Scheune: Fachwerk - Stallgebäude: Fachwerk massiv untersetzt | 09268225 |
|                                         | Agenturgebäude | Zöthain 29 (Karte) | 1909                                      | Massiv errichtetes und weitestgehend bauzeitlich erhaltenes Agenturgebäude an der Schmalspurbahn Wilsdruff–Gärtitz (sogenannte Rübenbahn), Wartehalle abgebrochen, eisenbahngeschichtlich von Bedeutung. Streckenkilometer 30,559, als Bahnhof erbaut, ab 1. September 1933 Haltestelle. Bahnhofsanlagen umfassten ursprünglich neben Wartehalle auch Abortgebäude, Laderampe, Wagenkasten und Wohnhaus (erhalten), am 1. Dezember 1909 für den Güter- und Personenverkehr eröffnet, Einstellung des Güterverkehrs im Februar 1969, Einstellung des Personenverkehrs am 29. Oktober 1972. - Agenturgebäude: massiv, Krüppelwalmdach, Holzverkleidung im ersten Obergeschoss - Wartehalle (Abbruch vor 2017): Fachwerkbau auf gemauertem Sockel, mit Ziegelausfachung und Holzverkleidung, Bauform typisch für die vorliegenden Schmalspurstrecke, hölzerne Wartehalle einer Schmalspurbahn, Typenbau der Kgl. Sächs. Staatseisenbahnen, originaler Erhaltungszustand vor allem im Inneren des Bahnhofsgebäudes, als Dokument des ursprünglichen Streckenverlaufs der sogenannten Rübenbahn sowie als Typenbau dieser Schmalspurstrecke | 09268505 |

## Zscheilitz
| Bild                                    | Bezeichnung                                                                                                | Lage                  | Datierung                 | Beschreibung | ID       |
| --------------------------------------- | --- | --------------------- | ------------------------- | --- | -------- |
| Direkt Bild zu diesem Denkmal hochladen | Wohnstallhaus, daran angebautes Stallgebäude, Seitengebäude und Hofpflaster eines ehemaligen Vierseithofes | Zscheilitz 1 (Karte)  | Bezeichnet mit 1820       | Trotz Verlust einer ursprünglich zur Anlage gehörenden Scheune (um 2000 abgebrochen) weitgehend geschlossen erhaltener Bauernhof, Wohnstallhaus massiv mit zwei Segmentbogenportalen, stattliches ländliches Anwesen mit beeindruckenden Kubaturen, baugeschichtlich und wirtschaftsgeschichtlich von Bedeutung. Der Anbau (angebautes Stallgebäude) am Wohnstallhaus zeigt an der Landseite ein Fachwerkobergeschoss, massiv untersetzt. Gebäude trotz moderner Fenster zumeist aus Plaste und neuem Putz von Denkmalwert. | 09268203 |
| Direkt Bild zu diesem Denkmal hochladen | Wohnstallhaus und Seitengebäude eines Bauernhofes                                                          | Zscheilitz 2 (Karte)  | Bezeichnet mit 1835       | Bemerkenswertes ländliches Anwesen aus dem zweiten Viertel des 19. Jahrhunderts, wohl beide Gebäude mit verputztem Fachwerk im Obergeschoss, vor allem im Haupthaus bemerkenswerte Ausstattung aus der Entstehungszeit, als authentisch erhaltenes Zeugnis der Volksbauweise dieser Zeit vor allem baugeschichtlich bedeutend. Der vor allem von 1835 stammende Hof beeindruckt durch die Authentizität von Wohnstallhaus und Seitengebäude, beide zweigeschossig, wohl mit verputzten Fachwerkobergeschossen und Krüppelwalmdächern. Das Seitengebäude steht im rechten Winkel zum Wohnstallhaus. Akzente setzten für die Zeit typische, klassizistische Rundbogenöffnungen in den Giebelspitzen und die hofseitige Kummethalle am Seitengebäude. An beiden Gebäuden haben sich beinahe alle Öffnungen in ihrer ursprünglichen Maßstäblichkeit erhalten. Im Inneren des Wohnstallhauses finden, sich abgesehen von der originalen Raumstruktur, ein markanter Fliesenfußboden im Eingangsbereich und der alte Stalltrakt. Er besteht aus wuchtigen Säulen mit weit auskragenden Kämpfern auf denen flache Kappengewölbe ruhen. Die mit 1946 (oder 1846) bezeichnete Scheune ist verändert und somit kein Denkmal. Die Denkmaleigenschaft von Wohnstallhaus und Seitengebäude ergibt sich vor allem aus ihrer baugeschichtlichen Bedeutung. Hierbei handelt es sich um exemplarische bauliche Zeugnisse der ländlichen Architektur und Volksbauweise im 2. Viertel des 19. Jahrhunderts. Mit ihren hohen Krüppelwalmdächern und den charakteristischen Rundbogenöffnungen dokumentieren sie zudem den zu jener Zeit noch vorherrschenden Baustil des Klassizismus. Beide Gebäude blieben weitestgehend original erhalten. | 09303666 |
| Direkt Bild zu diesem Denkmal hochladen | Seitengebäude eines Bauernhofes                                                                            | Zscheilitz 14 (Karte) | 1. Hälfte 19. Jahrhundert | Mit Fachwerk-Obergeschoss, markantes ländliches Gebäude, baugeschichtlich bedeutend, mit Schauer | 09268205 |
| Direkt Bild zu diesem Denkmal hochladen | Häuslerhaus, mit Wassertrog und Handschwengelpumpe                                                         | Zscheilitz 21 (Karte) | Bezeichnet mit 1846       | Markantes Häusleranwesen mit Fachwerk im Obergeschoss, baugeschichtlich und sozialgeschichtlich bedeutend. Fachwerk massiv untersetzt, Krüppelwalmdach. | 09268204 |

## Tabellenlegende
- Bild: Bild des Kulturdenkmals, ggf. zusätzlich mit einem Link zu weiteren Fotos des Kulturdenkmals im Medienarchiv Wikimedia Commons. Wenn man auf das Kamerasymbol klickt, können Fotos zu Kulturdenkmalen aus dieser Liste hochgeladen werden:
- Bezeichnung: Denkmalgeschützte Objekte und ggf. Bauwerksname des Kulturdenkmals
- Lage: Straßenname und Hausnummer oder Flurstücknummer des Kulturdenkmals. Die Grundsortierung der Liste erfolgt nach dieser Adresse. Der Link (Karte) führt zu verschiedenen Kartendiensten mit der Position des Kulturdenkmals. Fehlt dieser Link, wurden die Koordinaten noch nicht eingetragen. Sind diese bekannt, können sie über ein Tool mit einer Kartenansicht einfach nachgetragen werden. In dieser Kartenansicht sind Kulturdenkmale ohne Koordinaten mit einem roten bzw. orangen Marker dargestellt und können durch Verschieben auf die richtige Position in der Karte mit Koordinaten versehen werden. Kulturdenkmale ohne Bild sind an einem blauen bzw. roten Marker erkennbar.
- Datierung: Baubeginn, Fertigstellung, Datum der Erstnennung oder grobe zeitliche Einordnung entsprechend des Eintrags in der sächsischen Denkmaldatenbank
- Beschreibung: Kurzcharakteristik des Kulturdenkmals entsprechend des Eintrags in der sächsischen Denkmaldatenbank, ggf. ergänzt durch die dort nur selten veröffentlichten Erfassungstexte oder zusätzliche Informationen
- ID: Vom Landesamt für Denkmalpflege Sachsen vergebene, das Kulturdenkmal eindeutig identifizierende Objekt-Nummer. Der Link führt zum PDF-Denkmaldokument des Landesamtes für Denkmalpflege Sachsen. Bei ehemaligen Kulturdenkmalen können die Objektnummern unbekannt sein und deshalb fehlen bzw. die Links von aus der Datenbank entfernten Objektnummern ins Leere führen. Ein ggf. vorhandenes Icon  führt zu den Angaben des Kulturdenkmals bei Wikidata.

## Ausführliche Denkmaltexte
1. ↑  Bahnhof Lommatzsch:

Eröffnung am 5. April 1877 als Personen- und Güterbahnhof, 1909 bis 1972 Spurwechselbahnhof zwischen der Regelspur-Strecke Riesa–Nossen (Streckenkürzel RN, Anschluss an die Leipzig-Dresdner Eisenbahn, bedeutender Transportweg für Kohle aus dem nordböhmischen Braunkohlerevier nach Mittelsachsen, Eröffnung Teilabschnitt Riesa–Lommatzsch 1877, bis Nossen dann 1880) und der Schmalspur-Strecke Wilsdruff–Döbeln-Gärtitz (Streckenkürzel WG, Drehkreuz zur Abfuhr landwirtschaftlicher Produkte, darunter vor allem der Zuckerrüben aus der Lommatzscher Pflege), ab dem 24. Mai 1998 reiner Güterbahnhof – Streckenkilometer: 14,090 RN bzw. 33,230 WG – Bahnhofsanlagen umfassten ursprünglich Abortgebäude, Bahnmeisterei, Drehscheibe, Empfangsgebäude, Gleiswaage, Güterschuppen, Ladekran, Lademaß, Laderampe, Lokschuppen sowie Kleinlok-Schuppen, Rollwagengrube, Betriebsmittel-Überladerampe, Wasserstation und Wasserkran.
  - Bahnhofsgebäude: Klinkernegativapplikation, in der alten Denkmalliste auf 1875 datiert
  - Wasserstationsgebäude: Wasserstationsgebäude, auch Wasserhäuschen genannt, dienten zum Vorhalten größerer Wassermengen für die Ergänzung der Vorräte an Wasser der Dampflokomotiven. Derartige Wasserstationsgebäude haben heute Seltenheitswert, bei Schmalspurstrecken waren sie ohnehin eine Besonderheit. Die wenigen Wasserstationsgebäude der Schmalspurbahnen wurden standardisiert in Ziegelklinkerbauweise errichtet. Ein solches Gebäude ist in Steinbach im Erzgebirge heute noch erhalten. Das Lommatzscher Wasserstationsgebäude wurde abweichend davon in einer gefälligen und landschaftsbezogenen Architektur mit Holzverkleidung des Obergeschosses errichtet. Es war das einzige derartige Gebäude im Bereich des großen mittelsächsischen Schmalspurnetzes zwischen Neichen bei Leipzig, Mügeln, Oschatz, Strehla und Döbeln, Lommatzsch, Meißen, Wilsdruff und Freital bei Dresden. Allein diese Tatsache erfordert die Einstufung als Denkmal.
Das Lommatzscher Wasserstationsgebäude wurde im Jahre 1909 für 6247,34 Mark von der Königlich-Sächsischen Staatseisenbahn errichtet. Es diente zur Wasserversorgung der Dampflokomotiven der am 30. November 1909 in Betrieb genommenen Schmalspurbahn Lommatzsch–Löthain–Meißen-Triebischtal. Als am 27. November 1911 die Linie Lommatzsch–Döbeln ihren Betrieb aufnahm, fassten die Lokomotiven hier ebenfalls Wasser. Das Wasserstationsgebäude war bis zur Stilllegung des Schmalspurbahnbetriebes am 28. Oktober 1972 in Funktion. Danach wurde es vom damaligen VEB Kraftverkehr Meißen genutzt. Obwohl der Wasserbehälter ausgebaut wurde, blieb der äußere Zustand weitgehend unverändert erhalten, lediglich der Wasserkranausleger fehlt. – Wenn auch zum heutigen Zeitpunkt keine Nutzung durch die Eisenbahn mehr gegeben ist, so handelt es sich doch um ein einzigartiges Zeugnis der Verkehrsgeschichte und der Erschließung des ländlichen Raumes durch eine Schmalspurbahn. – Der Bahnhof Lommatzsch war bis 1972 Spurwechselbahnhof zwischen Regelspur und Schmalspur. Das Bahnhofsgebäude diente den Reisenden beider Spurweiten, und es war bis 23. Mai 1998 in Nutzung. Für das im Jahr 1877 errichtete Bahnhofsgebäude wurde bereits der Denkmalschutz ausgesprochen. Aus dem gesamten Gebäudeensemble des Bahnhofs Lommatzsch ist jedoch das Wasserstationsgebäude mit seinem markanten Wasserturm nicht mehr wegzudenken. Aus diesem Grunde ist die Erhaltung der äußeren Gebäudehülle notwendig, zumal sich das Gebäude in einem soliden Zustand befindet. Außerdem wurde die ehemalige Schmalspurbahntrasse auf größeren Abschnitten in den vergangenen Jahren als Rad- und Wanderweg ins Leben der Bevölkerung wieder integriert, desgleichen sind fast alle Unterwegsbahnhöfe in einem ordentlichen Zustand, ohne entstellende Umbauten. Damit ist es heute noch oder wieder möglich, Teile der Bahntrasse und Anlagen als Gesamtheit zu erleben – und dazu gehört zweifellos auch das Wasserstationsgebäude des Bahnhofs Lommatzsch.

Im wohl bedeutendsten Zuckerrübenanbaugebiet Sachsens sind die wenigen erhaltenen Zeugnisse der „Rübenbahn“ als Haupttransportmittel sowohl von Gütern als auch Personen und als ein temporärer Hauptarbeitgeber der Region von großer regionalgeschichtlicher sowie eisenbahngeschichtlicher Bedeutung. Dabei markieren die einfachen, aber qualitätvoll gestalteten Wartehallen an den Bahnhöfen, Haltestellen und Haltepunkten – oftmals begleitet von einem für die Zwecke der Bahnmeisterei ausrangierten Wagenkasten – zusammen mit den wenigen verbliebenen Ingenieurbauten der Strecke als Fragmente entlang der inzwischen abgebauten Schmalspurgleise den einstigen Streckenverlauf der „Rübenbahn“. Zusammen mit den teilweise erhaltenen Ladegleisen und -rampen verdeutlichen sie die Zweckbestimmung der ehemals längsten und äußerst bedeutenden sächsischen Kleinbahn als Güter- und Personentransportstrecke.

Als Typenbauten auf der Strecke Wilsdruff–Gärtitz kommt den Wartehallen zudem neben dem eisenbahngeschichtlichen auch ein baugeschichtlicher Wert zu. Gerade die große Anzahl der erhaltenen Bauten veranschaulicht eindrucksvoll diese konstruktive und gestalterische Vereinheitlichung eines Zweckbaus. Obwohl die Hochbauten der Königlich Sächsischen Staatseisenbahnen insgesamt nach einheitlichen Baustandards entworfen wurden und sich daher auch viele Bahnhofsgebäude innerhalb des sächsischen Schmalspurnetzes gleichen, gibt es strecken- und regionaltypische Lösungen, wie die hier vorliegenden Wartehallen.
2. ↑  Gräber auf dem Friedhof Lommatzsch:
  1. klassizistisches Grabmal mit Vase, unleserlich, nach Gurlitt Grabmal Johann Gottlieb Zschoche, gestorben 1809, Gutsbesitzer in Altlommatzsch, und seiner Frau Johanna Rosine Zschoche, gestorben 1820 und deren zweiter Ehemann Johann Gottlieb Richter, gestorben 1851
  2. klassizistisches Grabmal mit zwei bekränzten Medaillons, unleserlich, nach Gurlitt Grabmal Johann Georg Merzdorf, gestorben 1790, um 1800
  3. ehemaliges Grabmal mit Frauenfigur, Grabmal einer Unbekannten, 1. Hälfte 19. Jahrhundert
  4. klassizistische und barocke Grabmale an der Einfriedungsmauer nahe dem Friedhofseingang, darunter barockes Grabmal mit Putto, nach Gurlitt Grabmal des Gottfried ..., gestorben 1747
  5. Grufthaus Bernhardt, nach 1827
  6. Grabstätte Familie Kirsten, Frau Laura Selma Kirsten, gestorben 1882, Franz Hugo Kirsten, Gutsbesitzer in Pillschütz, gestorben 1902
  7. Wandgrab Familie Oehmigen, Johann Moritz Oehmigen, Gutsbesitzer in Sieglitz, gestorben 1871
  8. Wandgrab Familie Burkhardt, (Neubelegung), um 1870
  9. Grabmal Familie Zschoche, (Neubelegung), um 1900
  10. Grabstätte mit Engel und Einfriedung, um 1870
  11. Grabstätte mit umkränzten Kreuz und Einfriedung, um 1870
  12. Grabmal Wendler mit trauerndem Engel, Bildhauer Friedrich Wendler, gestorben 1905
  13. barocke Grabsteine an der südlichen Friedhofsmauer, 18. Jahrhundert
  14. Jugendstil-Grabmal, (unbelegt und unbeschriftet), um 1900
  15. Wandgrab Familie Franz Vogel und benachbartes Jugendstil-Grabmal, (unbelegt), um 1900
  16. Grabmal Familie Boden (mit trauerndem Engel), Oberlehrer und Kantor Ernst Rudolf Boden, gestorben 1914
  17. Wandgrab Familie Fischer, Martha Anna Fischer, gestorben 1907, Kaufmann Karl Hermann Fischer, gestorben 1923
  18. Wandgrab Familie Kielhorn, (unleserlich), um 1900
  19. Wandgrab Familie Schmidt, Anna Minna Schmidt, gestorben 1903, Fabrikbesitzer und Stadtrat Robert Julius Schmidt, gestorben 1909
  20. Wandgrab Familie Birke, Privatus Friedrich Ernst Birke, gestorben 1907
  21. Wandgrab Familie Menzel, Martha Alwine Menzel, gestorben 1901, Kommerzienrat Carl Erdmann Menzel
  22. Wandgrab Familie Günther, Buchdruckereibesitzer Christian Eduard Günther, gestorben 1894
  23. Wandgrab Familie Risse (mit Eingangspforte), Dr. med. Richard Rudolf Risse, gestorben 1893
  24. Grabmal Boden, Dr. jur. Max Boden, Amtsrichter in Kamenz, Oberleutnant, gefallen 1915, (sowie weiterhin belegt mit: Karl Arthur Julius, Gutsbesitzer in Dennschütz, gestorben 1930, Dr. jur. Felix Steinberg, Regierungsdirektor und Abt.-Ltr. am Ob.-Finanzpräs. Posen, gestorben 1944 in Posen)
3. ↑  Bahnhof Lommatzsch:

Eröffnung am 5. April 1877 als Personen- und Güterbahnhof, 1909 bis 1972 Spurwechselbahnhof zwischen der Regelspur-Strecke Riesa–Nossen (Streckenkürzel RN, Anschluss an die Leipzig-Dresdner Eisenbahn, bedeutender Transportweg für Kohle aus dem nordböhmischen Braunkohlerevier nach Mittelsachsen, Eröffnung Teilabschnitt Riesa–Lommatzsch 1877, bis Nossen dann 1880) und der Schmalspur-Strecke Wilsdruff–Döbeln-Gärtitz (Streckenkürzel WG, Drehkreuz zur Abfuhr landwirtschaftlicher Produkte, darunter vor allem der Zuckerrüben aus der Lommatzscher Pflege), ab dem 24. Mai 1998 reiner Güterbahnhof – Streckenkilometer: 14,090 RN bzw. 33,230 WG – Bahnhofsanlagen umfassten ursprünglich Abortgebäude, Bahnmeisterei, Drehscheibe, Empfangsgebäude, Gleiswaage, Güterschuppen, Ladekran, Lademaß, Laderampe, Lokschuppen sowie Kleinlok-Schuppen, Rollwagengrube, Betriebsmittel-Überladerampe, Wasserstation und Wasserkran.
  - Bahnhofsgebäude: Klinkernegativapplikation, in der alten Denkmalliste auf 1875 datiert
  - Wasserstationsgebäude: Wasserstationsgebäude, auch Wasserhäuschen genannt, dienten zum Vorhalten größerer Wassermengen für die Ergänzung der Vorräte an Wasser der Dampflokomotiven. Derartige Wasserstationsgebäude haben heute Seltenheitswert, bei Schmalspurstrecken waren sie ohnehin eine Besonderheit. Die wenigen Wasserstationsgebäude der Schmalspurbahnen wurden standardisiert in Ziegelklinkerbauweise errichtet. Ein solches Gebäude ist in Steinbach im Erzgebirge heute noch erhalten. Das Lommatzscher Wasserstationsgebäude wurde abweichend davon in einer gefälligen und landschaftsbezogenen Architektur mit Holzverkleidung des Obergeschosses errichtet. Es war das einzige derartige Gebäude im Bereich des großen mittelsächsischen Schmalspurnetzes zwischen Neichen bei Leipzig, Mügeln, Oschatz, Strehla und Döbeln, Lommatzsch, Meißen, Wilsdruff und Freital bei Dresden. Allein diese Tatsache erfordert die Einstufung als Denkmal.
Das Lommatzscher Wasserstationsgebäude wurde im Jahre 1909 für 6247,34 Mark von der Königlich-Sächsischen Staatseisenbahn errichtet. Es diente zur Wasserversorgung der Dampflokomotiven der am 30. November 1909 in Betrieb genommenen Schmalspurbahn Lommatzsch–Löthain–Meißen-Triebischtal. Als am 27. November 1911 die Linie Lommatzsch–Döbeln ihren Betrieb aufnahm, fassten die Lokomotiven hier ebenfalls Wasser. Das Wasserstationsgebäude war bis zur Stilllegung des Schmalspurbahnbetriebes am 28. Oktober 1972 in Funktion. Danach wurde es vom damaligen VEB Kraftverkehr Meißen genutzt. Obwohl der Wasserbehälter ausgebaut wurde, blieb der äußere Zustand weitgehend unverändert erhalten, lediglich der Wasserkranausleger fehlt. – Wenn auch zum heutigen Zeitpunkt keine Nutzung durch die Eisenbahn mehr gegeben ist, so handelt es sich doch um ein einzigartiges Zeugnis der Verkehrsgeschichte und der Erschließung des ländlichen Raumes durch eine Schmalspurbahn. – Der Bahnhof Lommatzsch war bis 1972 Spurwechselbahnhof zwischen Regelspur und Schmalspur. Das Bahnhofsgebäude diente den Reisenden beider Spurweiten, und es war bis 23. Mai 1998 in Nutzung. Für das im Jahr 1877 errichtete Bahnhofsgebäude wurde bereits der Denkmalschutz ausgesprochen. Aus dem gesamten Gebäudeensemble des Bahnhofs Lommatzsch ist jedoch das Wasserstationsgebäude mit seinem markanten Wasserturm nicht mehr wegzudenken. Aus diesem Grunde ist die Erhaltung der äußeren Gebäudehülle notwendig, zumal sich das Gebäude in einem soliden Zustand befindet. Außerdem wurde die ehemalige Schmalspurbahntrasse auf größeren Abschnitten in den vergangenen Jahren als Rad- und Wanderweg ins Leben der Bevölkerung wieder integriert, desgleichen sind fast alle Unterwegsbahnhöfe in einem ordentlichen Zustand, ohne entstellende Umbauten. Damit ist es heute noch oder wieder möglich, Teile der Bahntrasse und Anlagen als Gesamtheit zu erleben – und dazu gehört zweifellos auch das Wasserstationsgebäude des Bahnhofs Lommatzsch.

Im wohl bedeutendsten Zuckerrübenanbaugebiet Sachsens sind die wenigen erhaltenen Zeugnisse der „Rübenbahn“ als Haupttransportmittel sowohl von Gütern als auch Personen und als ein temporärer Hauptarbeitgeber der Region von großer regionalgeschichtlicher sowie eisenbahngeschichtlicher Bedeutung. Dabei markieren die einfachen, aber qualitätvoll gestalteten Wartehallen an den Bahnhöfen, Haltestellen und Haltepunkten – oftmals begleitet von einem für die Zwecke der Bahnmeisterei ausrangierten Wagenkasten – zusammen mit den wenigen verbliebenen Ingenieurbauten der Strecke als Fragmente entlang der inzwischen abgebauten Schmalspurgleise den einstigen Streckenverlauf der „Rübenbahn“. Zusammen mit den teilweise erhaltenen Ladegleisen und -rampen verdeutlichen sie die Zweckbestimmung der ehemals längsten und äußerst bedeutenden sächsischen Kleinbahn als Güter- und Personentransportstrecke.

Als Typenbauten auf der Strecke Wilsdruff–Gärtitz kommt den Wartehallen zudem neben dem eisenbahngeschichtlichen auch ein baugeschichtlicher Wert zu. Gerade die große Anzahl der erhaltenen Bauten veranschaulicht eindrucksvoll diese konstruktive und gestalterische Vereinheitlichung eines Zweckbaus. Obwohl die Hochbauten der Königlich Sächsischen Staatseisenbahnen insgesamt nach einheitlichen Baustandards entworfen wurden und sich daher auch viele Bahnhofsgebäude innerhalb des sächsischen Schmalspurnetzes gleichen, gibt es strecken- und regionaltypische Lösungen, wie die hier vorliegenden Wartehallen.
4. ↑  St. Wenzelskirche:

Die in der Lommatzscher Pflege weithin sichtbare, markante Kirche ist als identitätsstiftende Landmarke der Region zu bezeichnen. Hallenkirche mit niedrigerem eingezogenem Chor und drei einzigartigen Spitzhelmen über dem vom Vorgängerbau übernommenen romanischen Westturm. Die Kirche erstmals 1180 genannt, wenig später, wohl um 1200, der querrechteckige Westturm mit romanischen Schallfenstern. 1504–14 Bau des spätgotischen Langhauses durch Werkmeister Peter Ulrich (von Pirna), der seit etwa 1508 auch Werkmeister am Annaberger Kirchenbau war, Beteiligung von Conrad Pflüger, am Annaberger Bau seit 1502. Ulrichs Planung sah eine dreischiffige, gewölbte Halle in vier Jochen vor, ausgeführt wurde ein Saal mit flacher Holzdecke. 1520/21 Errichtung des Chors mit Netzgewölbe und seines südlichen Anbaus mit Sakristei und darüberliegendem Sängerchor. Emporenanlage 1763/65 nach Verwüstungen der Kirche im Siebenjährigen Krieg. Umgestaltung des Turms, Einwölbung des Langhauses und Innenrestaurierung 1890–1901 durch Theodor Quentin. Außenrestaurierung 1971, innen 1972.

Putzbau mit hohem verschieferten Satteldach, auch die sichtbaren Flächen des Ostgiebels über dem Chor verschiefert, die jeweils fünf Strebepfeiler an der Nord- und Südseite, aus Sandsteinquadern, mit geschweiften Verdachungen, belegen die urspr. Absicht der Einwölbung, an den Ecken des Baus sind die Pfeiler im 45-Grad-Winkel angesetzt, am Nordostpfeiler Bauinschrift 1505 und Restaurierungsinschrift 1677. Die jeweils vier großen Maßwerkfenster der Längsseiten mit Sandsteingewänden, je ein weiteres Fenster im Osten, zwischen den Ecken und dem Chor, die meist bauzeitlichen Maßwerke in reichen Fischblasen- und Kielbogenformen entwickeln sich über je zwei gekehlten Pfosten, am vierten Fenster der Nordseite Maßwerk des frühen 16. Jahrhunderts, gebildet aus den Initialen JCB in Erinnerung an den Bürgermeister Johannes Carl Bersch († 1614), im veränderten Gewände. Umlaufendes Kaffgesims, das auch die Sohlbänke der Fenster bildet, kräftiges Sockelgesims. Die beiden spätgotischen Portale der Nordseite in unterschiedlicher Formgebung, das östliche im geknickten Kielbogen mit reich profiliertem Gewände, das westliche ähnlich, doch im Spitzbogen geschlossen, Kaff- und Sockelgesims verkröpfen sich bei den Portalen nach unten. Der Westeingang 1890 neu geschaffen, gleichzeitig die beiden neugotischen Portale der Südseite. Der Chor dreiseitig geschlossen, mit drei Fensterachsen, die Strebepfeiler, Maßwerkfenster, Gesimse wie am Schiff, an der Südseite Sakristei. Die Turmanlage über breit gelagertem Rechteck, um 1200, im dritten Geschoss romanische Biforien-Schallfenster, das vierte Geschoss bis 1514 aufgesetzt, sein Blendmaßwerk die neuromanischen Fenster der unteren Geschosse, das Westportal und der Sockel 1890. Niedriges abgewalmtes Satteldach mit Uhrerkern an den Schmalseiten, mittig ein Reiter für das Schlagwerk, darüber lang ausgezogene Spitze, ihr unterer Teil achteckig, sie ist begleitet von zwei gleichartigen, dem First des Turmdachs aufsitzenden, niedrigeren Spitzen, die beherrschende Turmbekrönung wurde 1523 vollendet und mehrfach erneuert, die Wetterfahne bezeichnet mit 1851 und 1971, die Turmdächer verschiefert.
  - Inneres (Dehio Sachsen I, 1996): Die dreischiffige Halle von stattlichen Ausdehnungen. 1890 in nur zwei Jochen mit neugotischem Netzrippengewölbe über einem gekehlten Pfeilerpaar geschlossen. Der netzgewölbte Chor öffnet sich in einem großen Spitzbogen aus Sandstein, mit Hohlkehle und in je einer Konsole am Kämpfer als Balkenaufleger. Dreiseitig umlaufende Emporenanlage nach Plan von Johann Daniel Schade, eine wirkungsvolle Holzarchitektur in gemäßigt barocken Formen, über Pfeilern und Bogenstellungen, die Brüstungen mit Füllungen, die Anlage im Osten in geschweifter Form an den Chorbogen geführt, im Westen im Bogen einschwenkend, in der Mitte der Westseite schwingt die Ratsbetstube mit verglaster Arkadenfront vor, über ihr eine zweite, ebenfalls konvex ausladende Empore für Orgel und Chor. Die Holzeinbauten wirken in ihrem lediglich gebeizten Naturton. Die beiden Gestühlsblöcke und die verglaste Abtrennung des Vorraums im Westen um 1901. Verglasung der Maßwerkfenster partiell mit farbigen Ornamentfriesen, um 1900. Im Chor sechs Fenster mit figürlichen Glasgemälden der Manufaktur Franke, Naumburg, 1900. Sakristei mit reichem spätgotischem Portal, ihr Netzrippengewölbe mit Schlusssteinen, die partiell farbige Raumfassung noch aus der Zeit Theodor Quentins, die Glasgemälde in rundbogigen Fenstern von 1901. Der westliche Raum, ehemalige Schatzkammer, mit Kreuzgratgewölbe. Im Geschoss über diesen Räumen in zwei Spitzbögen der Sängerchor zur Kirche geöffnet seine Bögen über einem Achteckpfeiler, die Öffnungen verglast, Netzgewölbe und drei Maßwerkfenster, die Brüstung mit Blendmaßwerk.
  - Ausstattung:
    - Altar, 1714 von Paul Heermann, mächtiges barockes Holzretabel, grau, rotbraun und gold gefasst, mit einem korinthischen Säulenpaar über Postamenten an jeder Seite und je einem prächtigen lebensgroßen Engel, darüber verkröpftes Gebälk und Sprenggiebel mit reich geschnitzter Bekrönung: Auge Gottes, Wolken und Strahlenkränze sowie flankierende Engel. Zwischen den Säulen eine flache Nische, die im unteren Teil zwei geschnitzte Apostelfiguren einfasst, die Gestalten niedergesunken, unter heftigen Bewegungen nach oben schauend, wo die Figur Christi die Nische verlassend und das Gebälk überschneidend, zum Himmel auffährt, der obere Teil der Nische mit erneuerter aufgemalter Darstellung der Stadt Jerusalem.
    - Kanzel aus Holz, zart farbig gefasst, vom einheimischen Paul Steudte, 1619/20, oktogonaler Korb, an den Ecken Säulen auf Konsolen, zwischen den Säulen Bogenarchitekturen, der reich verzierte Schalldeckel mit Obeliskenaufsätzen und bekrönender Figur des auferstandenen Christus, die östliche Erweiterung der Kanzel und die Treppe, beide mit ovalen Brüstungsfüllungen, Anfang 18. Jahrhundert
    - Taufe aus Holz, gefasst, um 1890, in Formen der Neugotik und Neurenaissance
    - Der Orgelprospekt von der ehemaligen Kayser-Orgel in klassizistischen Formen, 1814, das Werk durch Jehmlich 1886 erneuert.
    - In der Sakristei Holzepitaph, farbig und in Gold gefasst für den Pfarrer Samuel Theodor Schönland († 1721) mit dem Halbbildnis des Verstorbenen im Relief und Bibel, Totenkopf, Kelch und Kreuz als Attribute.
    - In der Erdgeschosshalle des Turms, Grabdenkmäler in Sandstein des Johann Kaulbersch († 1614), stehend in Schaube, Wams und Kniehosen, renoviert 1717, des Lorentz Wirdt († um 1690) und seiner Frau († 1612) mit einem Relief der Auferstehung des Lazarus im unteren Teil und einem von einer Bogenarchitektur umfassten, mit Beschlagwerk verzierten, 1615 bezeichnet Reliefdarstellung der Auferstehung Christi und der Stifterfamilie im oberen Teil, der Barbara Piltz († 1702), mit Darstellung des Todes.
5. ↑  Wohnstallhaus Neckanitzer Straße 5 in Neckanitz:

Bauernhaus, möglicherweise ursprünglich Wohn- und Wirtschaftsgebäude des ehemaligen Erbrichters. Dendrochronologische Untersuchungen ergaben eine Bauzeit um 1700. Ein gebrannter Ziegel, der während Baumaßnahmen gefunden wurde, trug die Jahreszahl 1696, die allerdings durch die dendrochronologische Untersuchung nicht genau bestätigt wurde. Das zweigeschossige Wohnhaus mit einem schmuckreichen und aufwendig gestaltetem Fachwerkgefüge (ursprünglich Umgebindehaus) ist in den Dörfern der Lommatzscher Pflege kaum anzutreffen und stellt somit eine hausgeschichtliche Besonderheit dar. Etwa um 1780 dürften die Fachwerkwände des Erdgeschosses massiv ersetzt worden sein. Das Obergeschoss wird durch zwei aufwendig gegliederte Schmuckfassaden (zugewandte Giebelseite und Hoftraufseite) sowie zwei schlichte Fassaden mit einfacher Fachwerkkonstruktion geprägt. Die Schmuckfassaden enthalten Zierelemente, wie die geschweiften Andreaskreuze, welche für die zweite Hälfte des 17. Jahrhunderts, sowie kurze Ständer in den Brüstungsfeldern der Fenster in Dockenform, welche wiederum für das 1. Drittel des 18. Jahrhunderts charakteristisch sind. Damit dokumentiert dieses Fachwerkhaus den Übergang zwischen älteren Konstruktions- und Zierformen zu moderneren Gestaltungselementen. Die abgewandten Trauf- und Giebelseiten entstanden zeitgleich, sie sind einrieglig und weisen teils Fachwerkstreben sowie Fußstreben auf, sie sind, wie dies allgemein üblich war, wesentlich schlichter in ihrer Ausbildung. Das Haus wird durch ein steiles, heute ziegelgedecktes Satteldach abgeschlossen. Im Inneren ist die übliche Raumstruktur anzutreffen, eine Querteilung in Wohn-, Flur- und Stallbereich. Hinter der ehemaligen Wohnstube, vermutlich Amtsstube, befindet sich eine kleine Stube. Am Ende des Hausflurs befinden sich die Küche und ein Vorratsraum, beide mit Gewölbe. Rechts vom Flur gelangt man in den Stall. Der Grundriss ist im Wesentlichen erhalten geblieben, offensichtlich wurde jedoch die sogenannte Amtsstube verkleinert. Von der Ausstattung erhalten blieb eine barocke Stuckdecke in der kleinen Stube, eine für die Entstehungszeit des Hauses typische Holzeinschubdecke mit Schiffchenkehlung an den Deckenbalken, ein Wandregal und Türen (vermutlich frühes 19. Jahrhundert). Das Haus konnte nach umfangreichen Sanierungsmaßnahmen 1998 einer neuen Nutzung als Vereinshaus zugeführt werden. Die seltene und sehr alte Fachwerkkonstruktion, die ursprünglichen Raumstrukturen, aber auch die Bauzeugen des 18. und 19. Jahrhunderts lassen dieses Bauwerk zu einem für die Haus- und Sozialgeschichte außerordentlich bedeutsamen Kulturdenkmal werden.